# Echinodermata (classification phylogénétique)
Pour l'embranchement, voir Echinodermata.

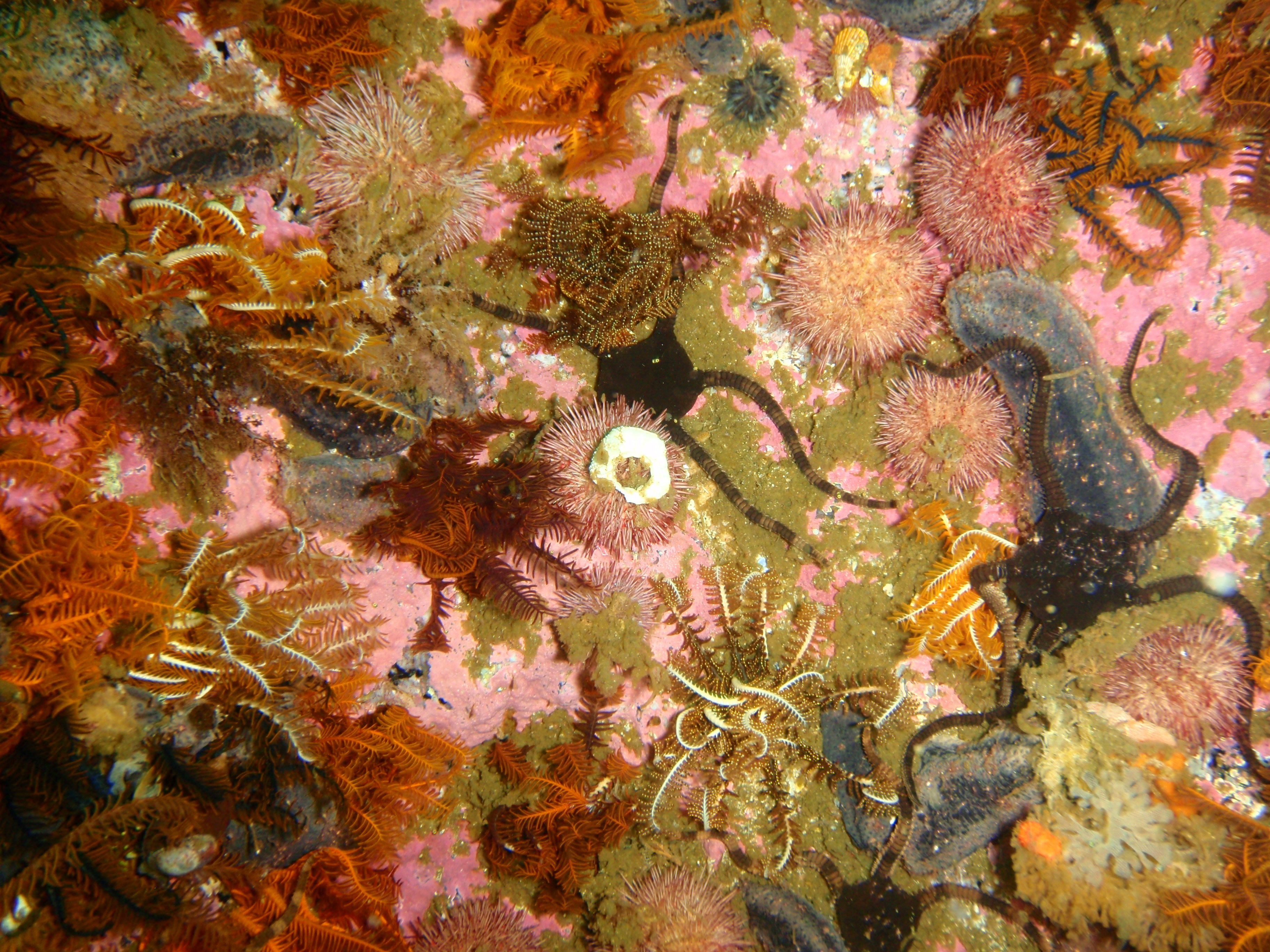
Des oursins, des holothuries, des crinoïdes et des ophiures en Afrique du Sud.

Cette page a pour objet de présenter un arbre phylogénétique des Echinodermata (Échinodermes), c'est-à-dire un cladogramme mettant en lumière les relations de parenté existant entre leurs différents groupes (ou taxa), telles que les dernières analyses reconnues les proposent. Ce n'est qu'une possibilité, et les principaux débats qui subsistent au sein de la communauté scientifique sont brièvement présentés ci-dessous, avant la bibliographie.

## Arbre phylogénétique
Le cladogramme présenté ici ne possède qu'une valeur indicative. Il n'est pas forcément consensuel, et on peut toujours se référer à la bibliographie au bas de l'article.
Le symbole ▲ renvoie à la partie immédiatement supérieure de l'arbre phylogénétique du vivant. Le signe ► renvoie à la classification phylogénétique du groupe considéré. Tout nœud de l'arbre portant plus de deux branches montre une indétermination de la phylogénie interne du groupe considéré.
Les habitudes typographiques des botanistes et des zoologistes sont différentes. Ici, par commodité de lecture, et certains groupes actuels relevant des deux domaines traditionnels, les noms de taxons supérieurs au genre sont tous écrits en caractères droits, les noms de genres ou d'espèces en italiques.
À la suite d'un taxon, sa période d'apparition, quand elle est connue, peut être indiquée suivant la légende suivante :
(Plé) : Pléistocène ; (Pli) : Pliocène ; (Mio) : Miocène ; (Oli) : Oligocène ; (Éoc) : Éocène ; (Pal) : Paléocène ; (Cré) : Crétacé ; (Jur) : Jurassique ; (Tri) : Trias ; (Per) : Permien ; (Car) : Carbonifère ; (Dév) : Dévonien ; (Sil) : Silurien ; (Ord) : Ordovicien ; (Camb) : Cambrien ; (Edi) : Édiacarien. Pour plus de précision si possible, (-) : inférieur ; (~) : moyen ; (+) : supérieur.

```
▲

└─o 
Echinodermata

  ├─o 
Stylophora
 (éteint)
  │ ├─o 
Mitrata
 (éteint)
  │ └─o 
Cornuta
 (éteint)
  └─o
    ├─o 
Soluta
 ou 
Homoiostelea
 (éteint)
    └─o
      ├─o 
Cincta
 ou 
Homostelea
 (éteint)
      └─o
        ├─o 
Ctenocystoidea
 (éteint)
        └─o
          ├─o 
Helicoplacoidea
 (éteint)
          └─o
            ├─o 
Cyclocystoidea
 (éteint)
            └─o 
              ├─? 
Lepidocystoidea
 (éteint)
              ├─o 
Blastozoa
 ou 
Eocrinoidea
 
(paraphylétique)
 (éteint)
              │ └─o
              │   ├─o
              │   │ ├─? 
Parablastoidea
 (éteint)
              │   │ └─o 
Blastoidea
 (éteint)
              │   └─o 
Cystoidea
 (éteint)
              │     ├─o 
Diploporida
 (éteint)
              │     └─o 
Rhombifera
 (éteint)
              └─o
                ├─o
                │ ├─o 
Echmatocrinida
 (éteint)
                │ └─o 
Crinozoa

                │   ├─? 
Paracrinoidea
 (éteint)
                │   └─o 
Crinoidea

                └─o 
Eleutherozoa

                  ├─? 
Edrioasteroidea
 (éteint)
                  └─o
                    ├─o 
Asterozoa
 ou 
Stelleroidea

                    │ ├─o
                    │ │ ├─o 
Somasteroidea
 (éteint)
                    │ │ └─o 
Ophiuroidea

                    │ └─o 
Asteroidea

                    │   ├─o 
Forcipulatacea

                    │   ├─? 
Concentricycloidea

                    │   └─o
                    │     ├─o 
Spinulosacea

                    │     └─o 
Valvatacea

                    └─o 
Echinozoa

                      ├─o
                      │ ├─? 
Ophiocistioidea
 (éteint)
                      │ └─o 
Holothuroidea

                      └─o
                        ├─o 
Edrioblastoidea
 (éteint)
                        └─o 
Echinoidea

                          ├─o 
Cidaroida

                          └─o 
Euechinoidea

                            ├─o 
Echinothurioida

                            └─o 
Acroechinoidea

                              ├─o 
Diadematoida

                              ├─o 
Echinacea

                              └─o 
Irregularia

                                ├─o 
Echinoneoida

                                └─o
                                  ├─o 
Neognathostomata

                                  └─o 
Atelostomata
```

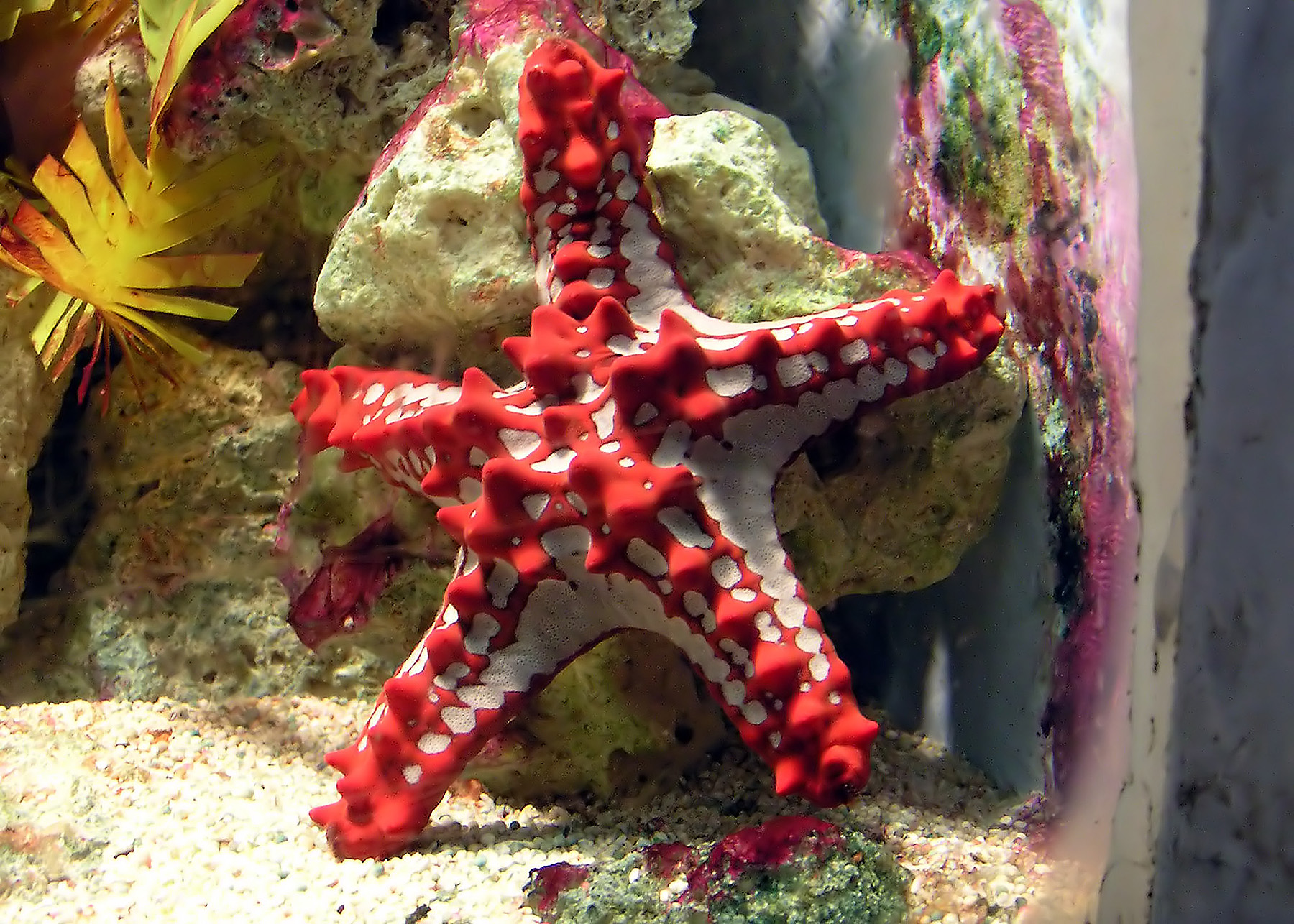
Protoreaster linckii (Asteroidea)
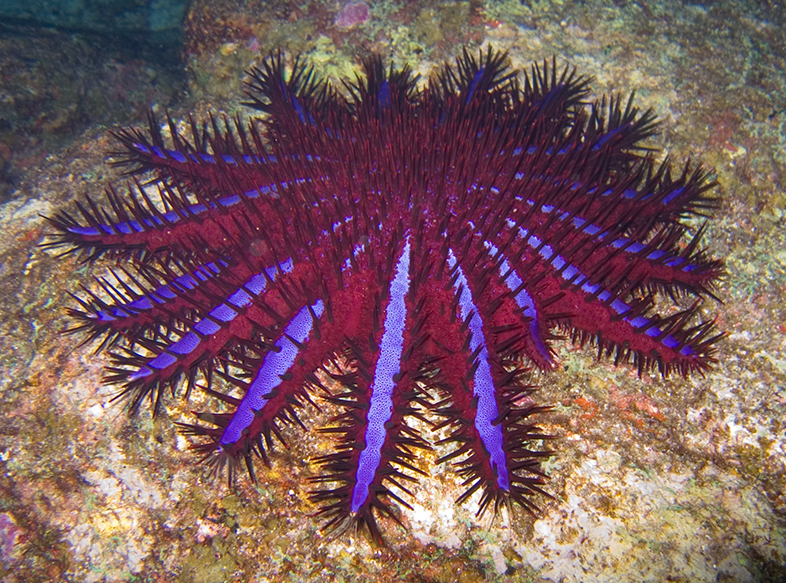
Acanthaster planci (Asteroidea)
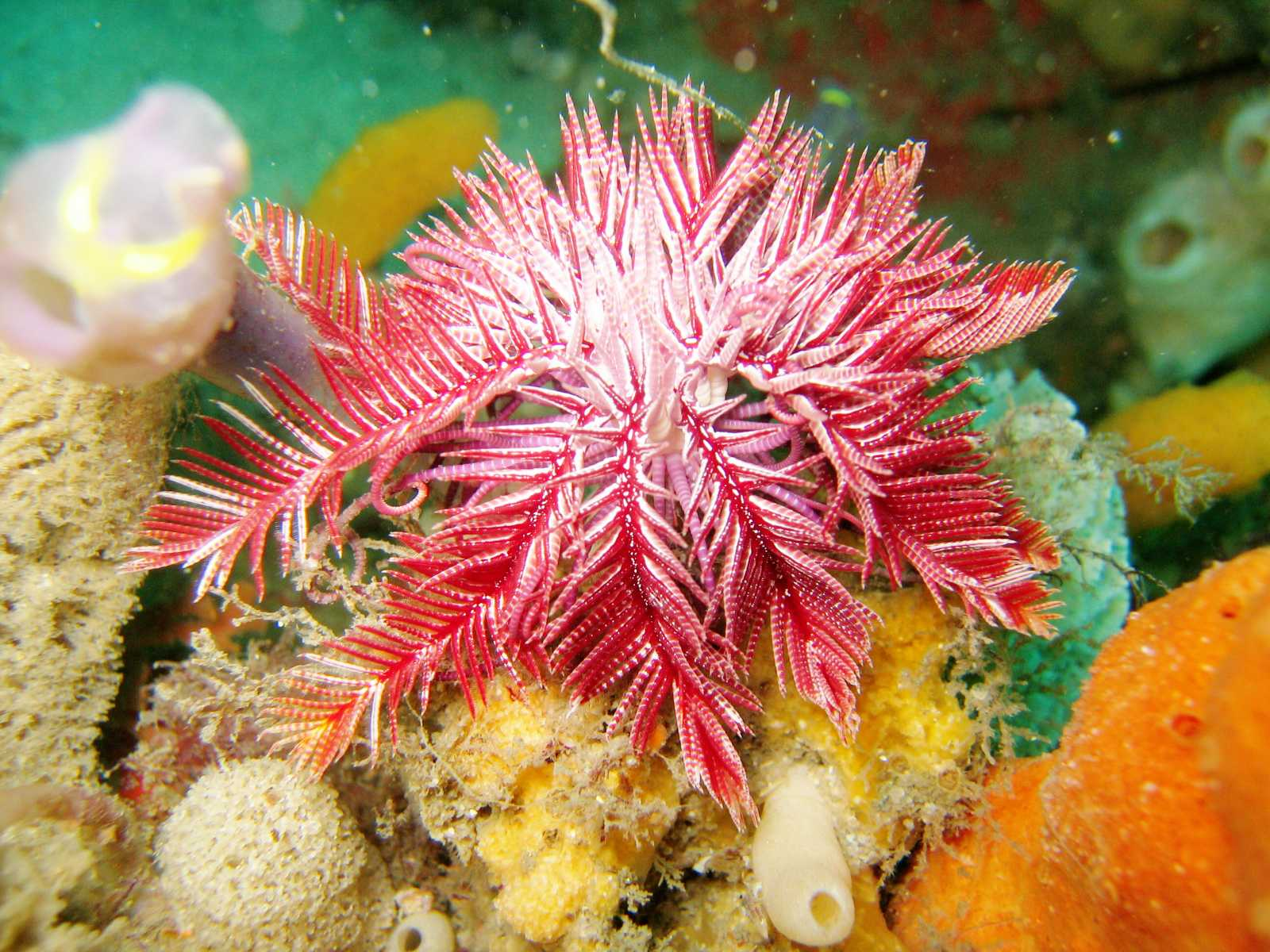
Ptilometra australis (Crinoidea)
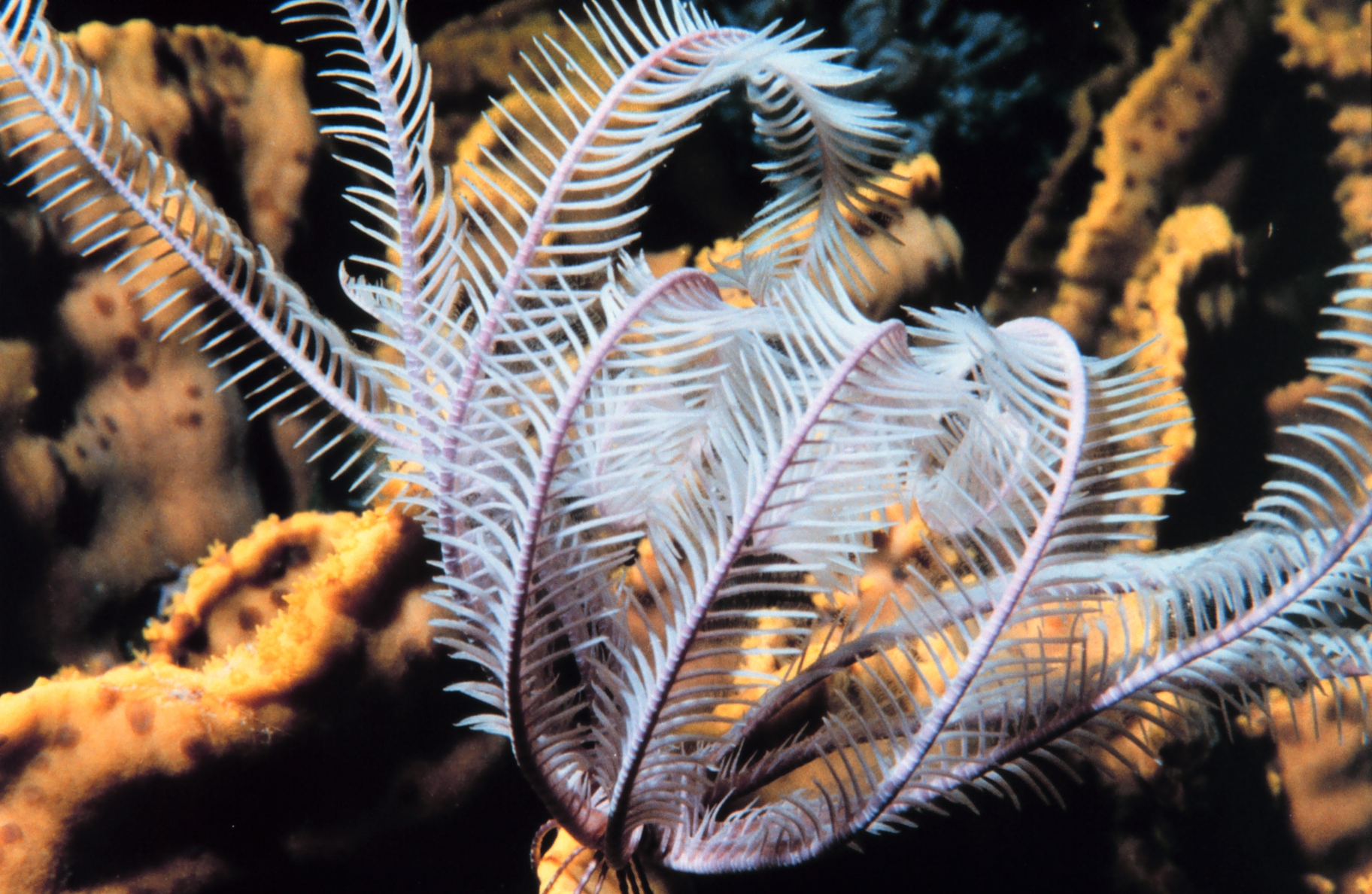
Comatule (Crinoidea)
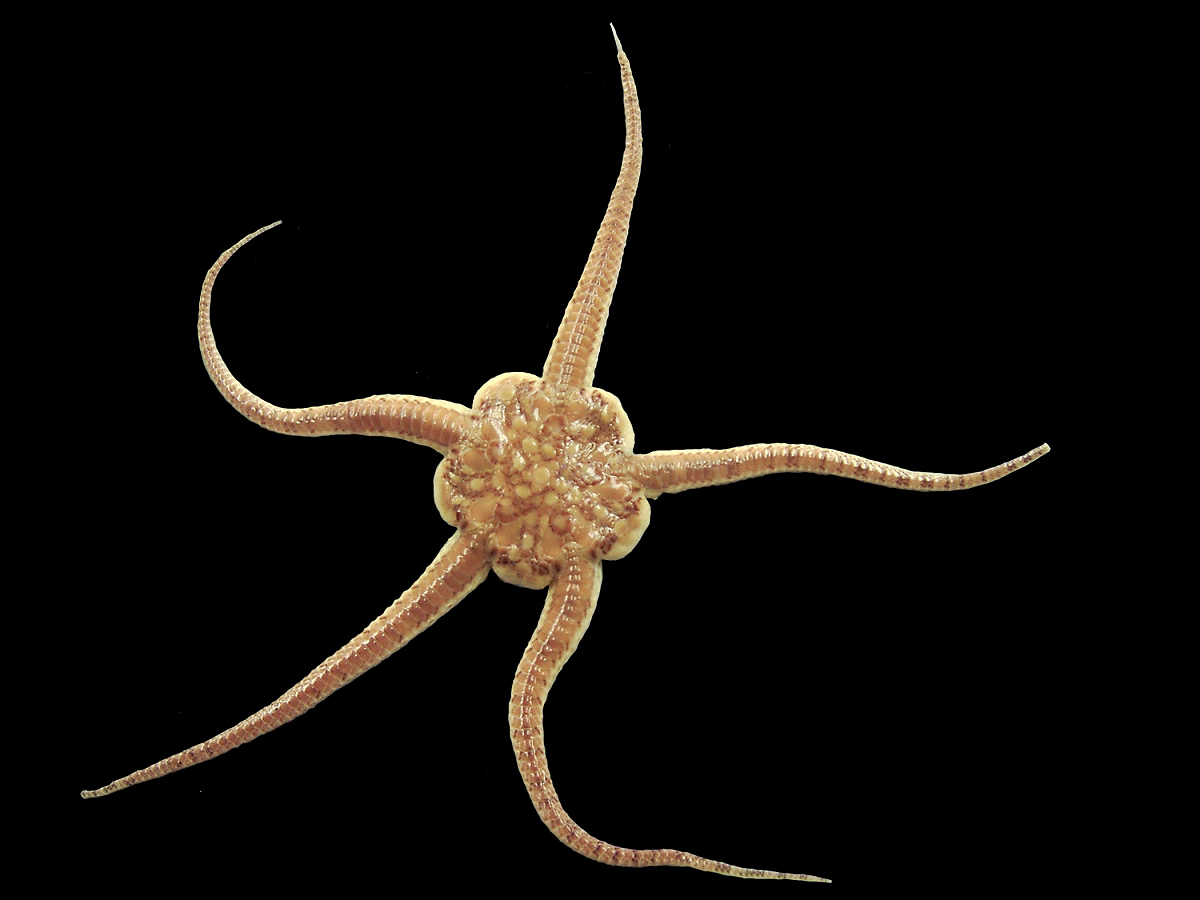
Ophiura ophiura (Ophiuroidea)
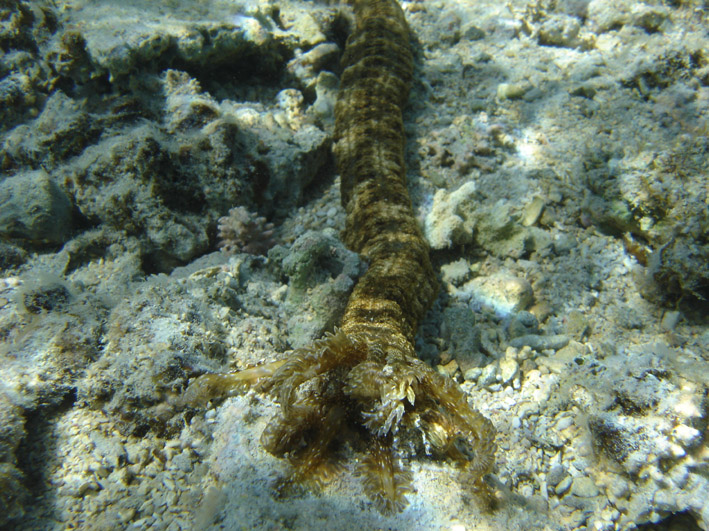
Synapta maculata (Holothuroidea, île de La Réunion)
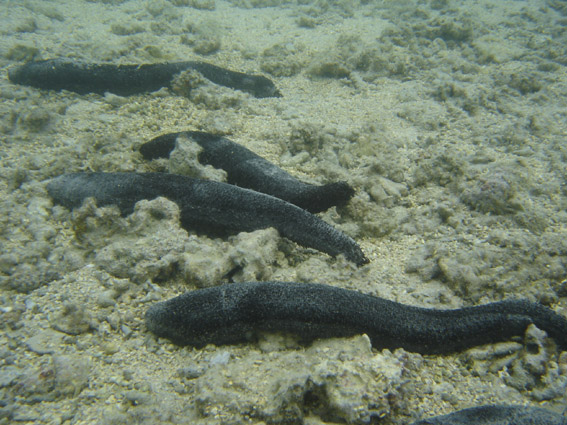
Holothuria leucospilota (Holothuroidea, Ile de la Réunion)
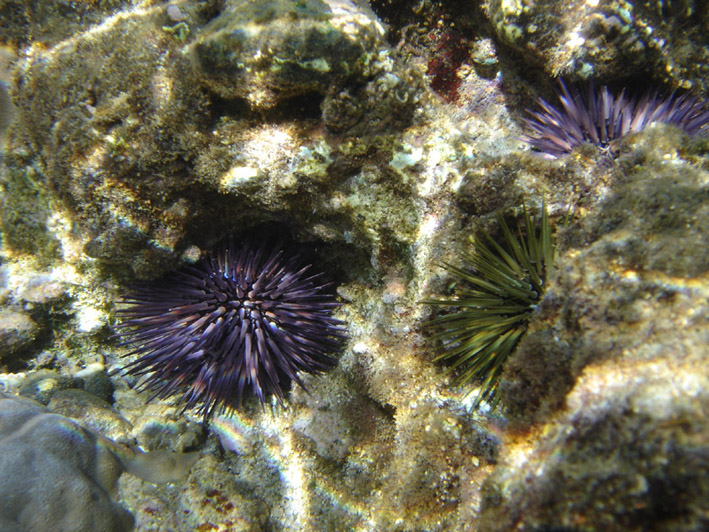
Echinometra mathaei (Echinoidea, Ile de la Réunion)
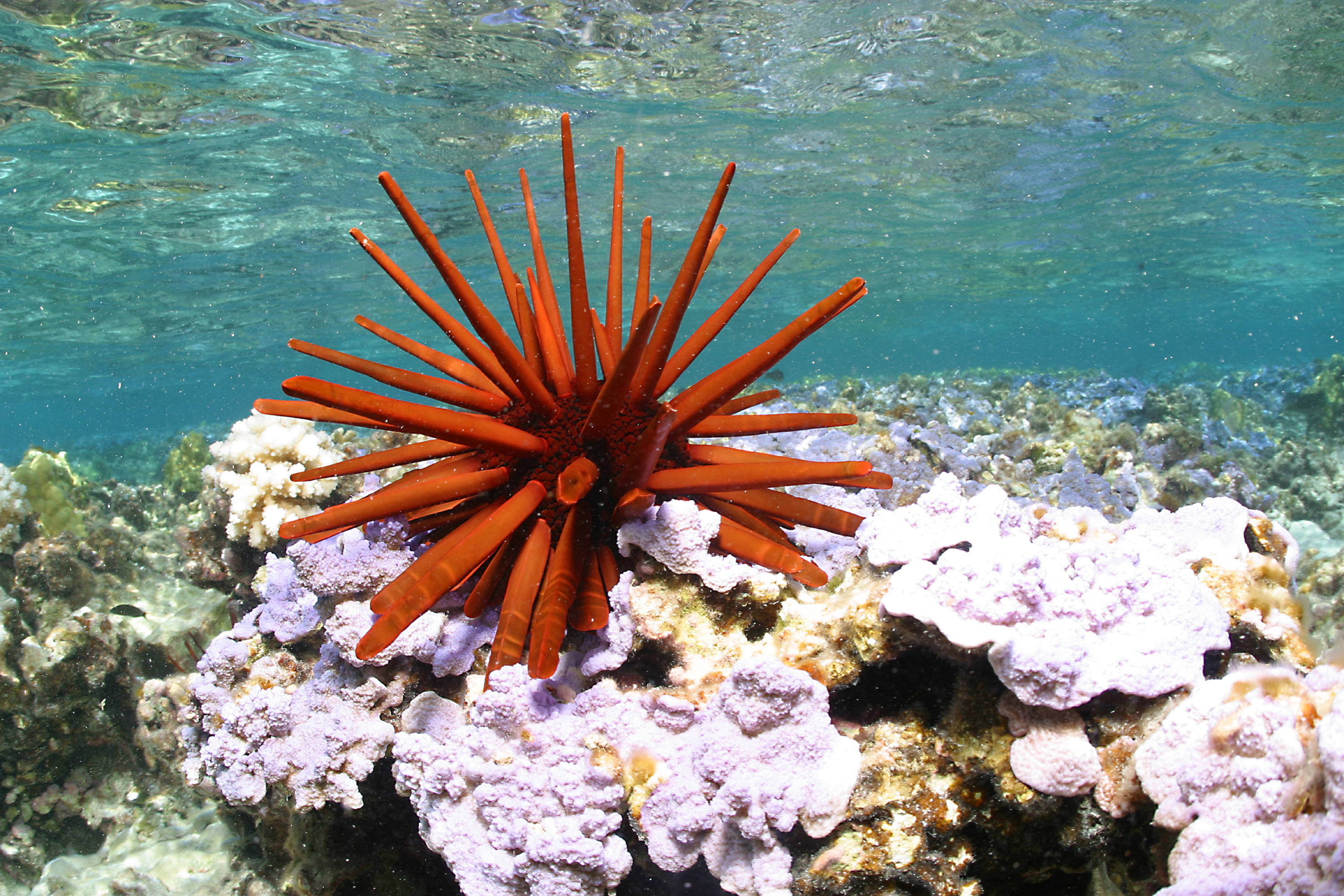
Heterocentrotus mammillatus (Echinoidea, Echinometridae)

## Débat scientifique relatif à la phylogénie desEchinodermata
Les différentes classes actuelles d'Échinodermes, tous pentaradiés, sont bien individualisées. Mais la phylogénie de l'ensemble du groupe, ainsi que la définition de celui-ci, deviennent délicates dès lors qu'on y inclut les nombreuses classes fossiles, et plus encore en rajoutant les formes plus anciennes provenant d'Ediacara ou des schistes de Burgess.
La position de certains groupes a même été contestée (les Mitrata ont parfois été considérés comme des Chordés – les « Calcichordés » – ou les Tribrachididés au contraire comme proches des Échinodermes plutôt que des Cnidaires).
Traditionnellement, les formes fossiles sans symétrie 5 sont regroupées dans les Homalozoaires, tandis que les Échinodermes stricto sensu sont répartis entre Pelmatozoaires et Éleuthérozoaires. Il s'avère aujourd'hui qu'Homalozoaires (i.e. Soluta, Cincta, Mitrata, Cornuta, Ctenocystoidea) et Pelmatozoaires (i.e. Blastoidea, Eocrinoidea, Cystoidea, Crinoidea, etc.) sont para- ou polyphylétiques.
Au sein même des Éleuthérozoaires, la position des Holothuries et des Ophiures varie selon les auteurs.
Les travaux de Mooi et David remettent en question une phylogénie impossible à finaliser si on la base sur le caractère pentaradié, en distinguant l'organisation des axes du squelette (lire leur article de 1999 en français).

## Classification de référence
La classification de référence actuellement (et celle utilisée par Wikipédia) est celle proposée par le site World Register of Marine Species, établie par un collège de spécialistes mondiaux sur la base de publications scientifiques citées, et régulièrement mise à jour.

Galerie représentatives de la plupart des ordres actuels d'échinodermes, et de quelques-uns des principaux ordres fossiles
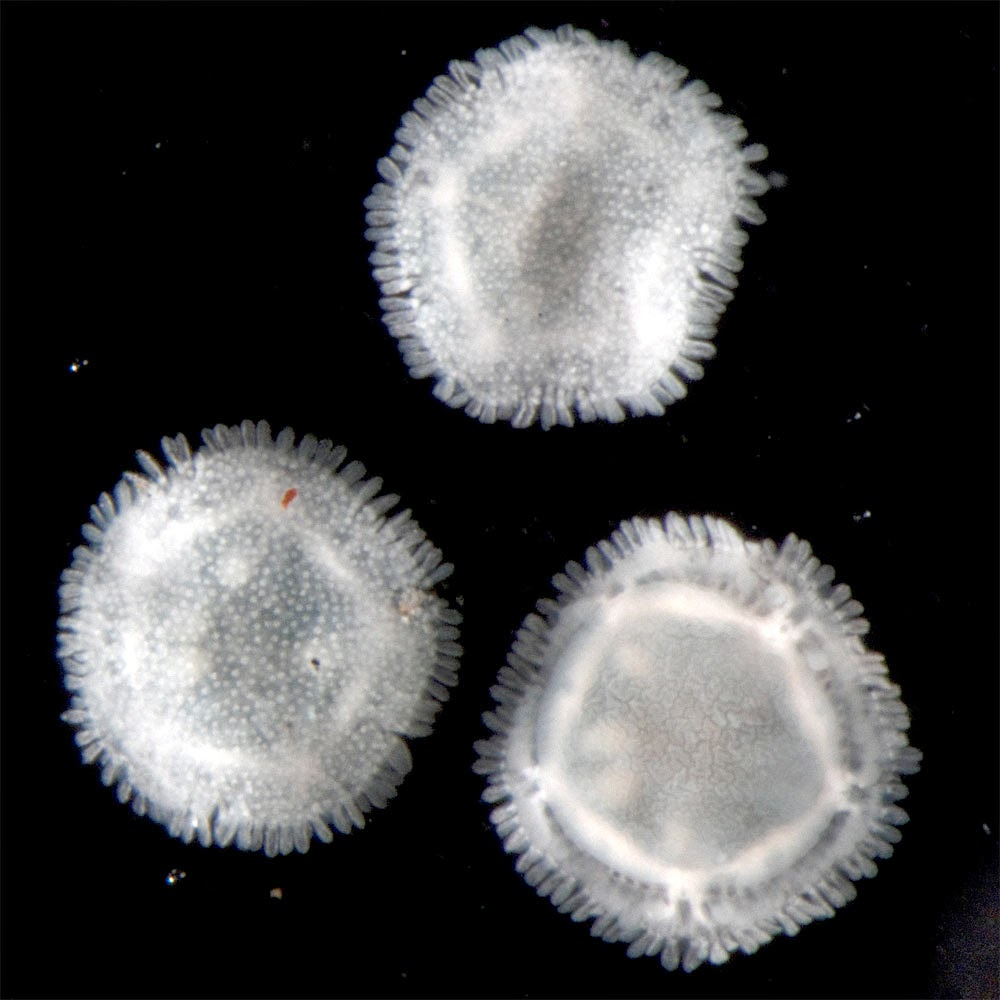
Xyloplax janetae, des Peripodida
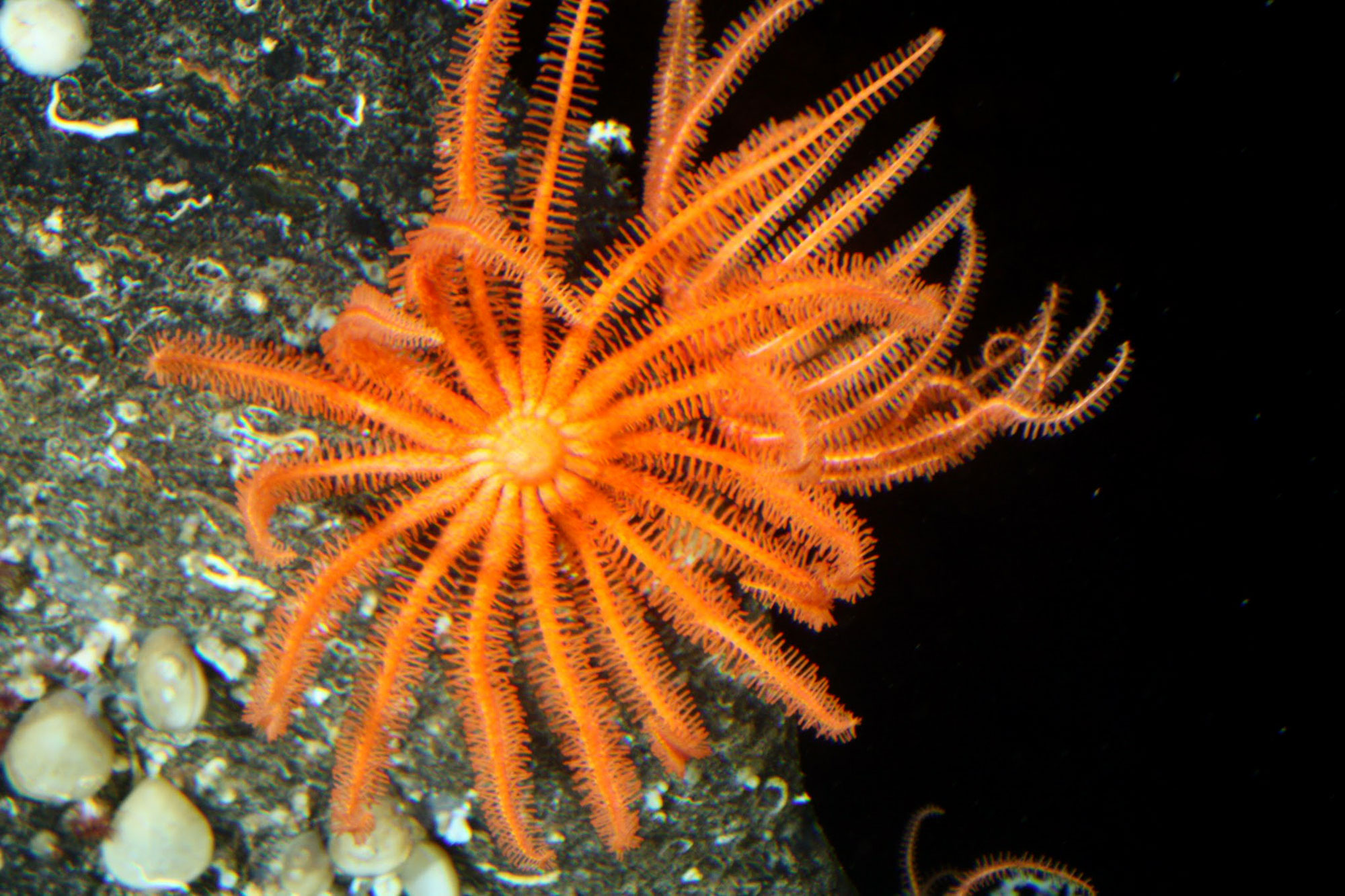
Novodinia antillensis, une Brisingida
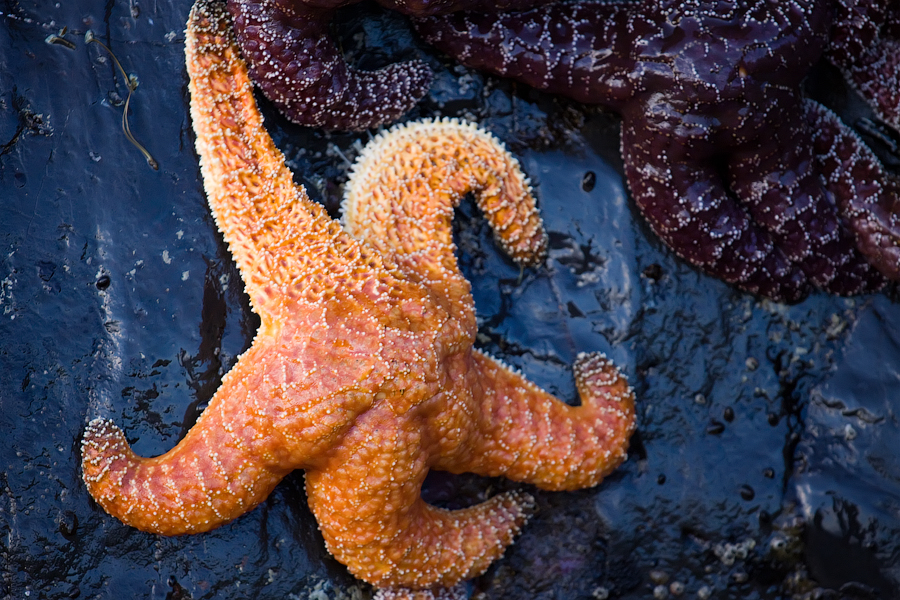
Pisaster ochraceus, une Forcipulatida
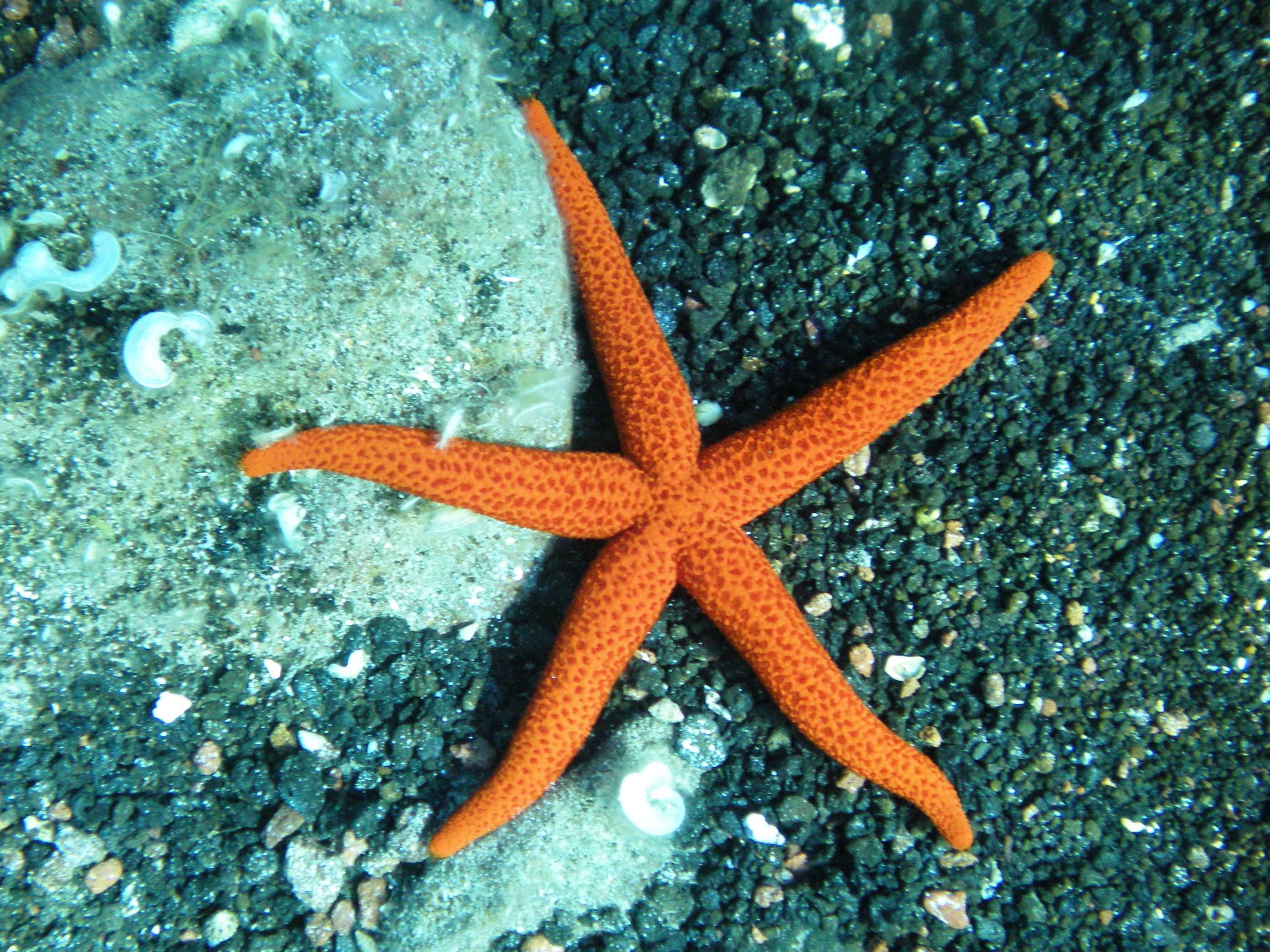
Echinaster sepositus, une Spinulosida
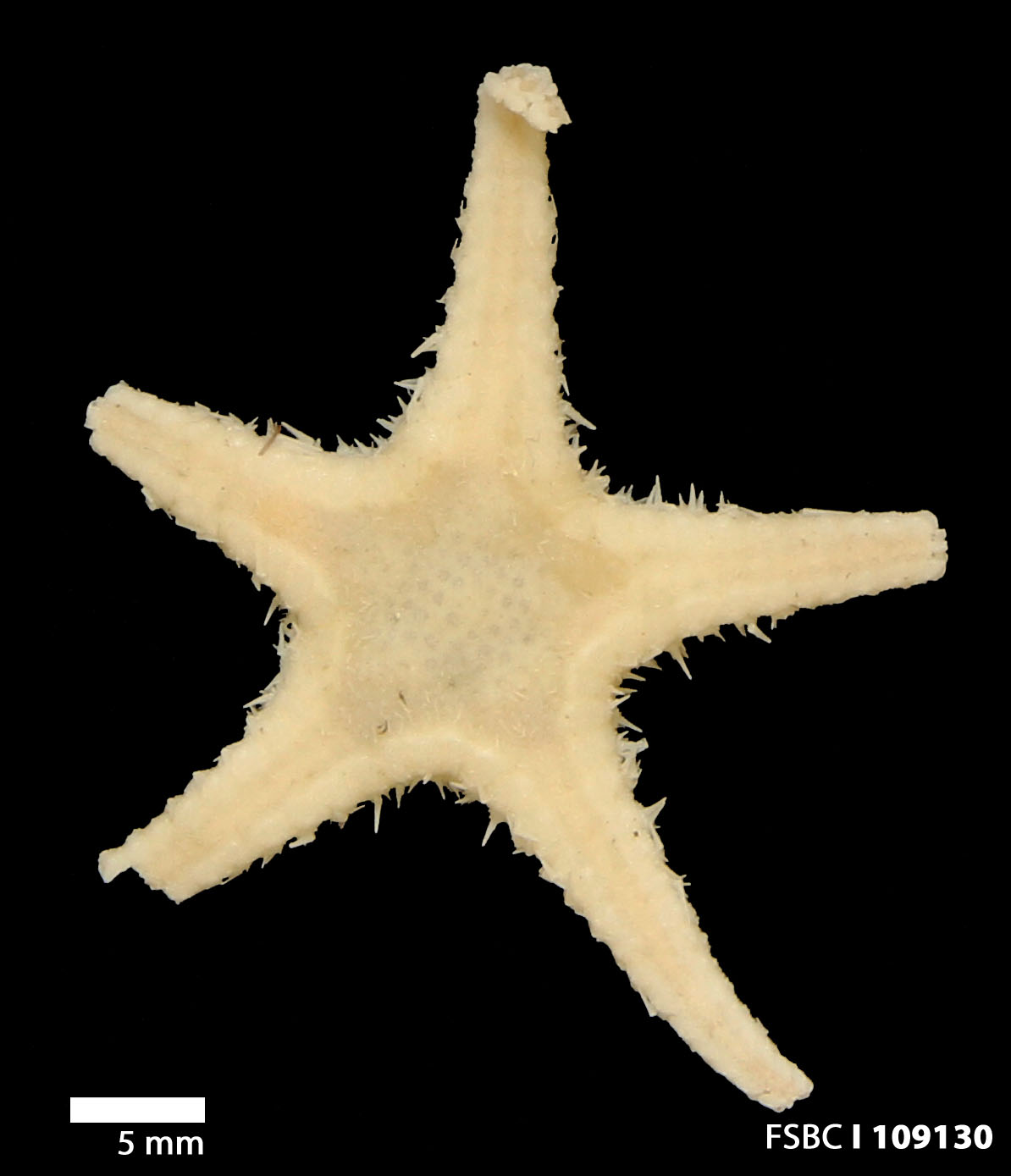
Cheiraster echinulatus, une Notomyotida
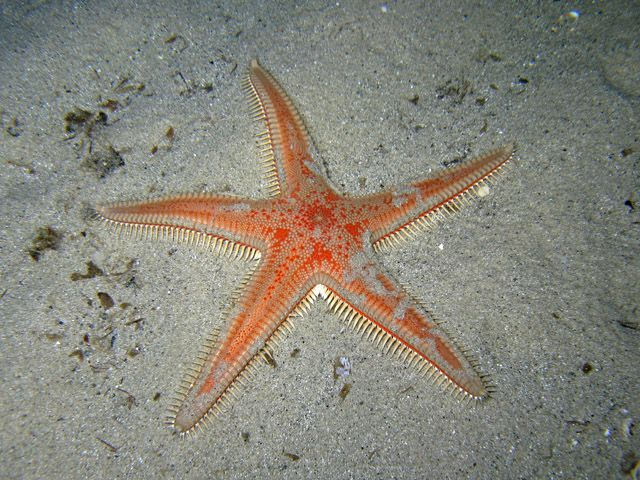
Astropecten aranciacus, une Paxillosida
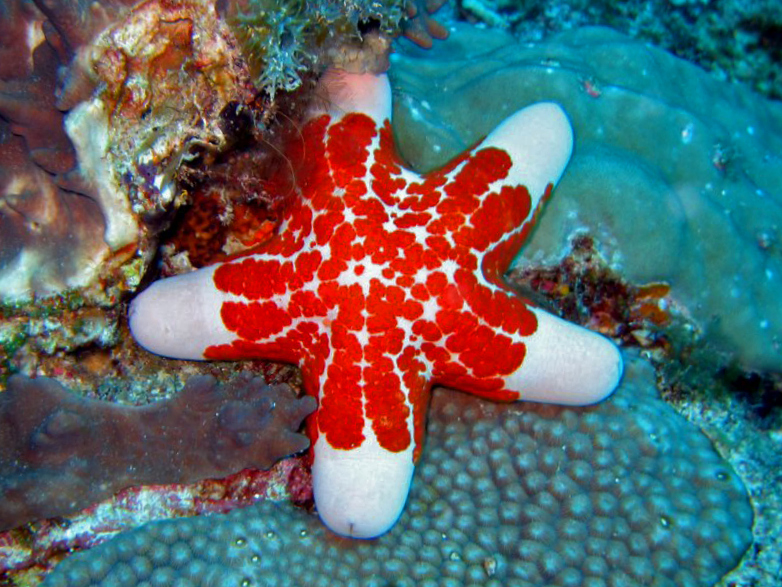
Choriaster granulatus, une Valvatida
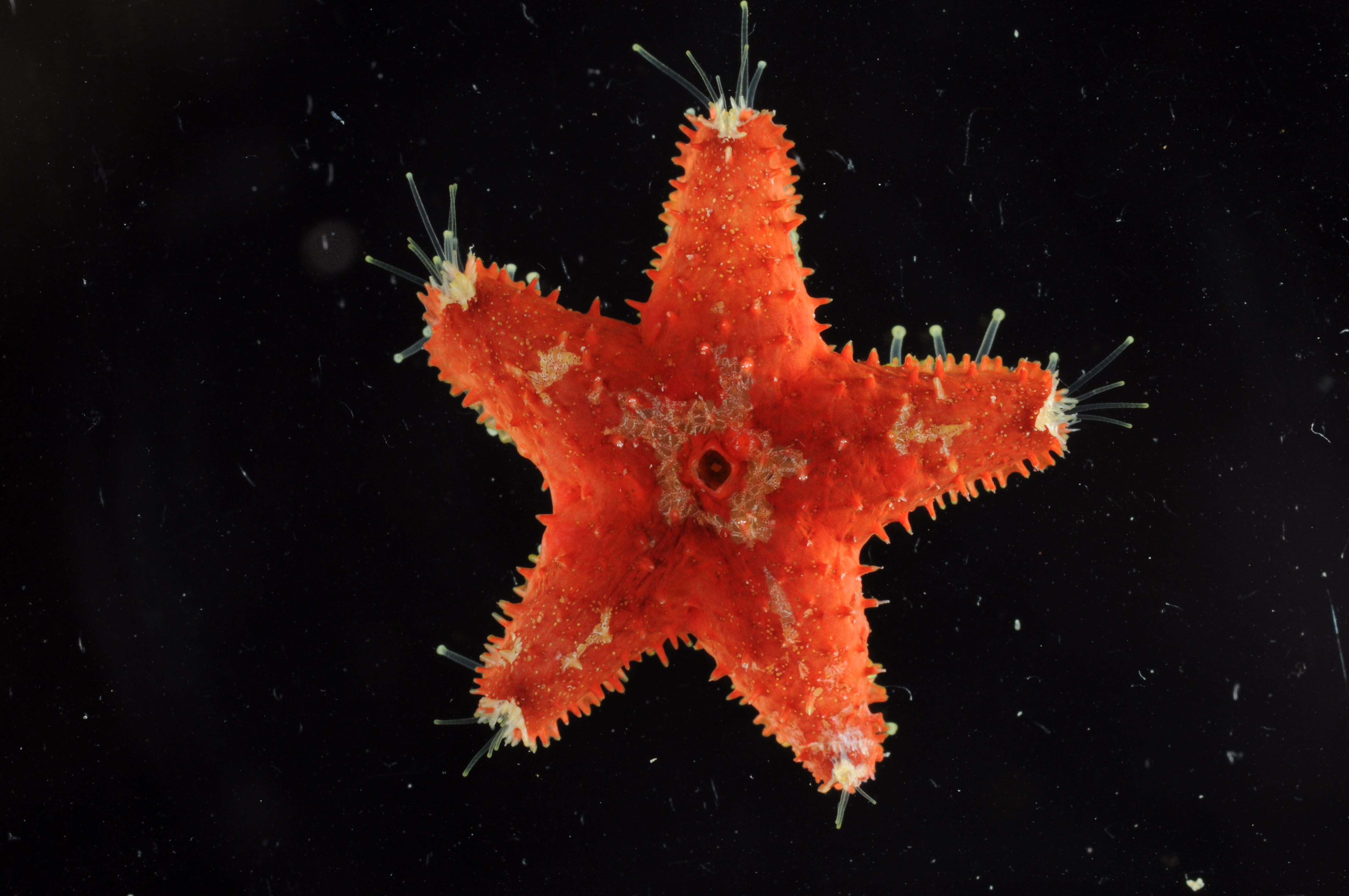
Euretaster insignis, une Velatida
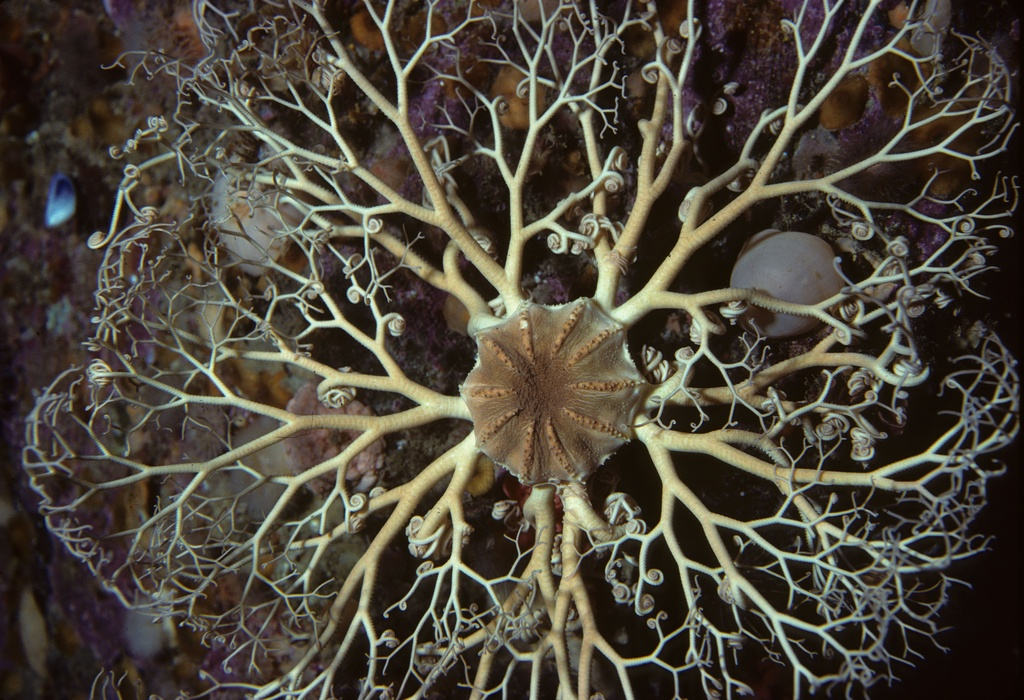
Gorgonocephalus arcticus, une Euryalida
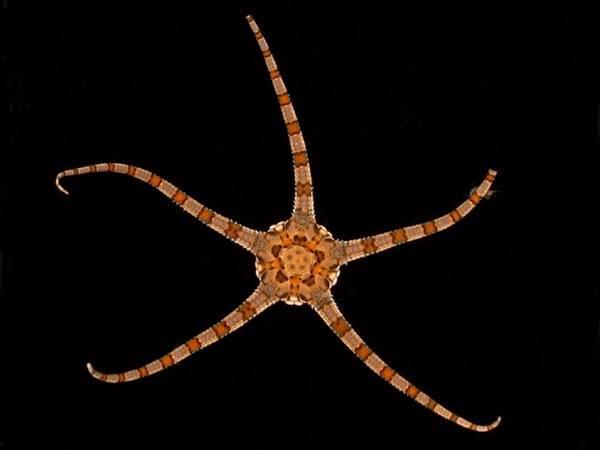
Ophiolepis elegans, une Ophiurida
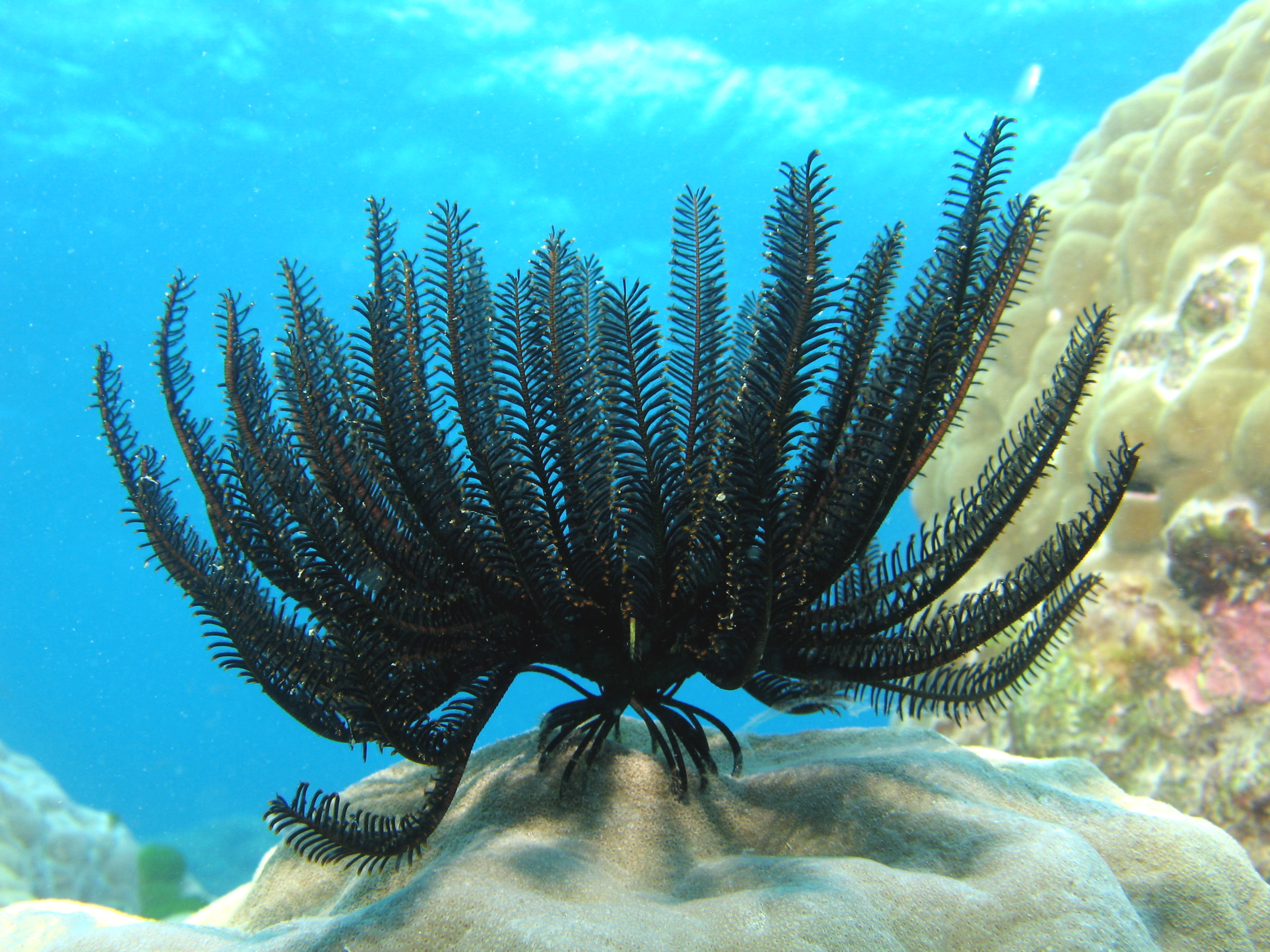
Comaster schlegelii, une Comatulida
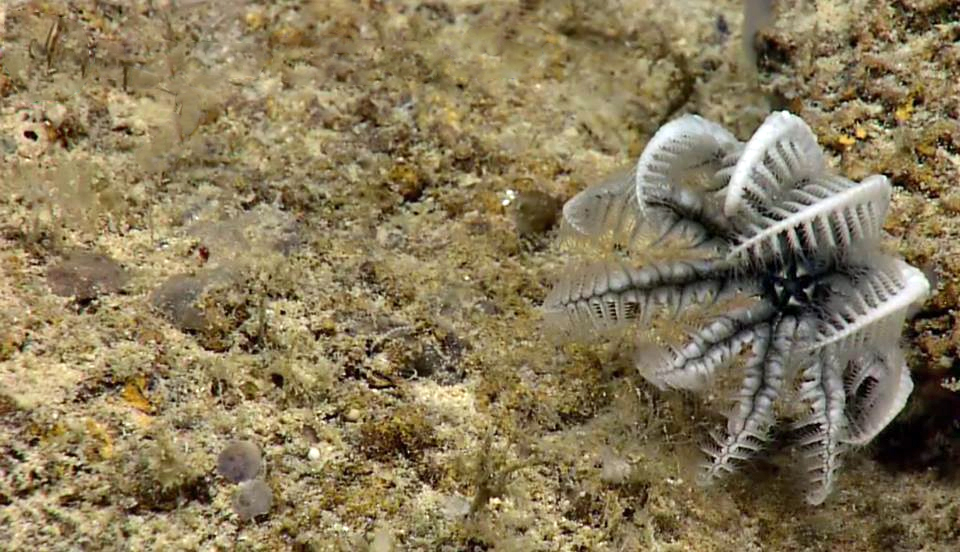
Holopus sp., une Cyrtocrinida
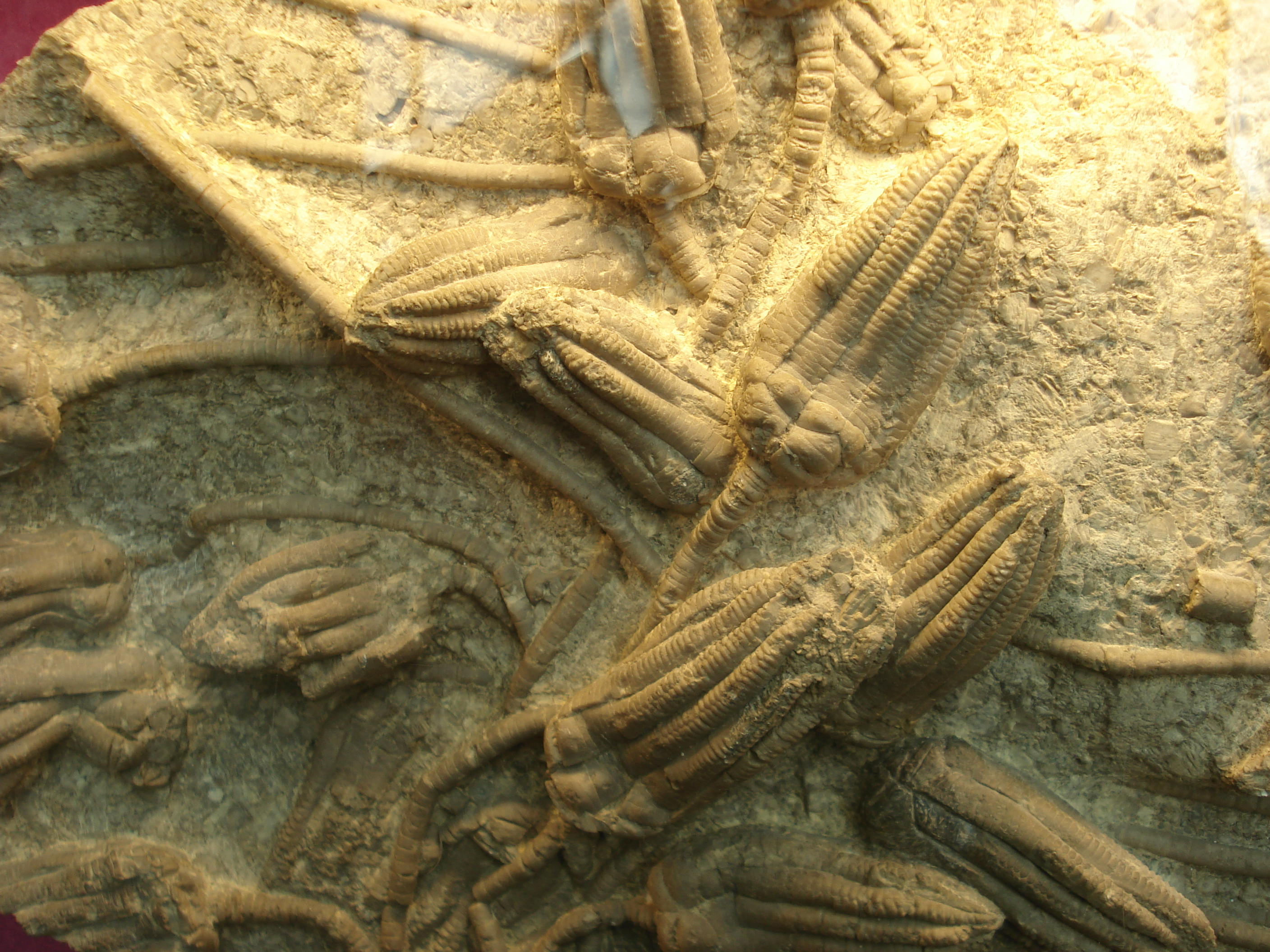
Fossile d'Encrinus liliiformis, un Encrinida
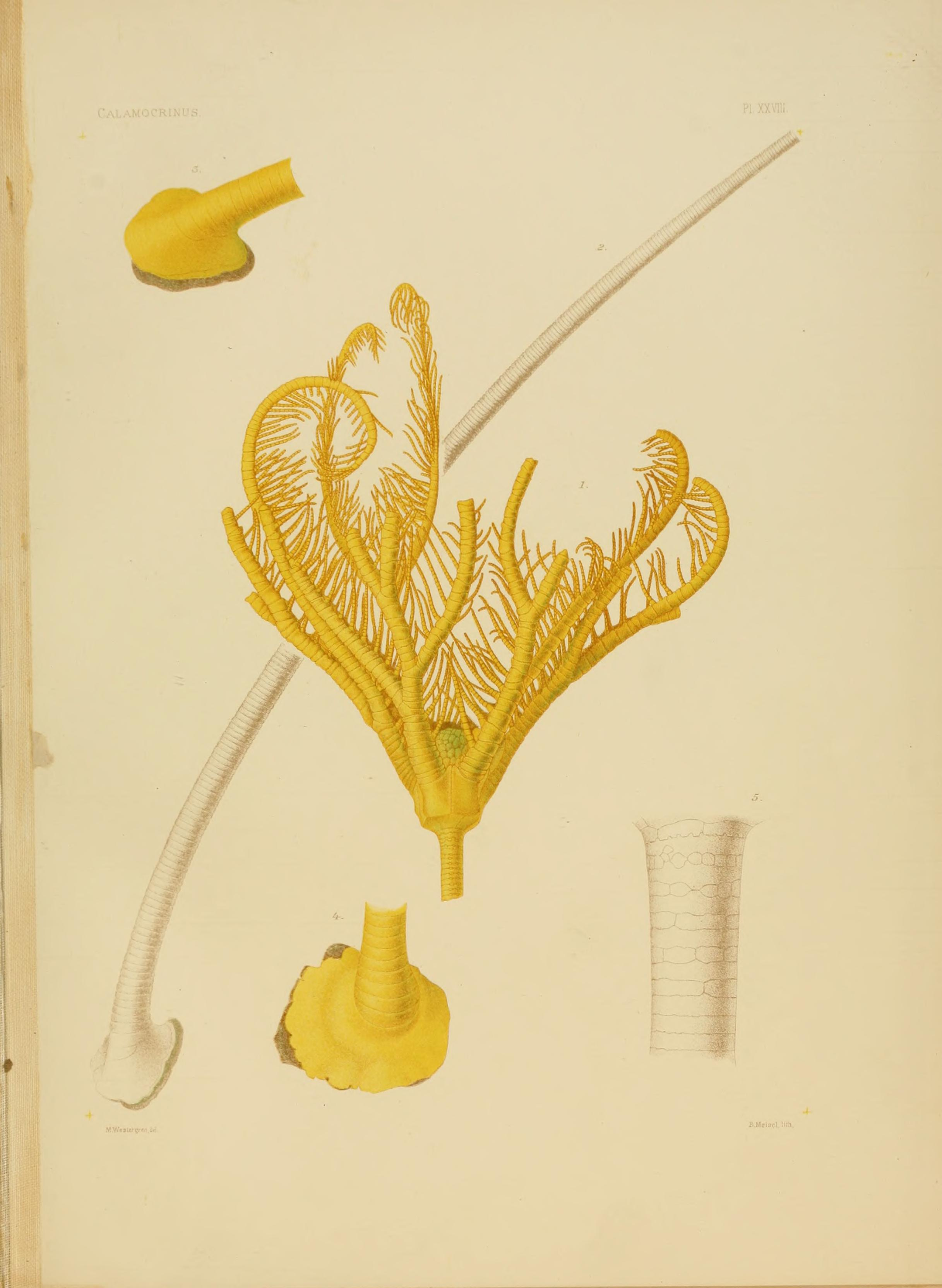
Calamocrinus diomedæ, un Hyocrinida
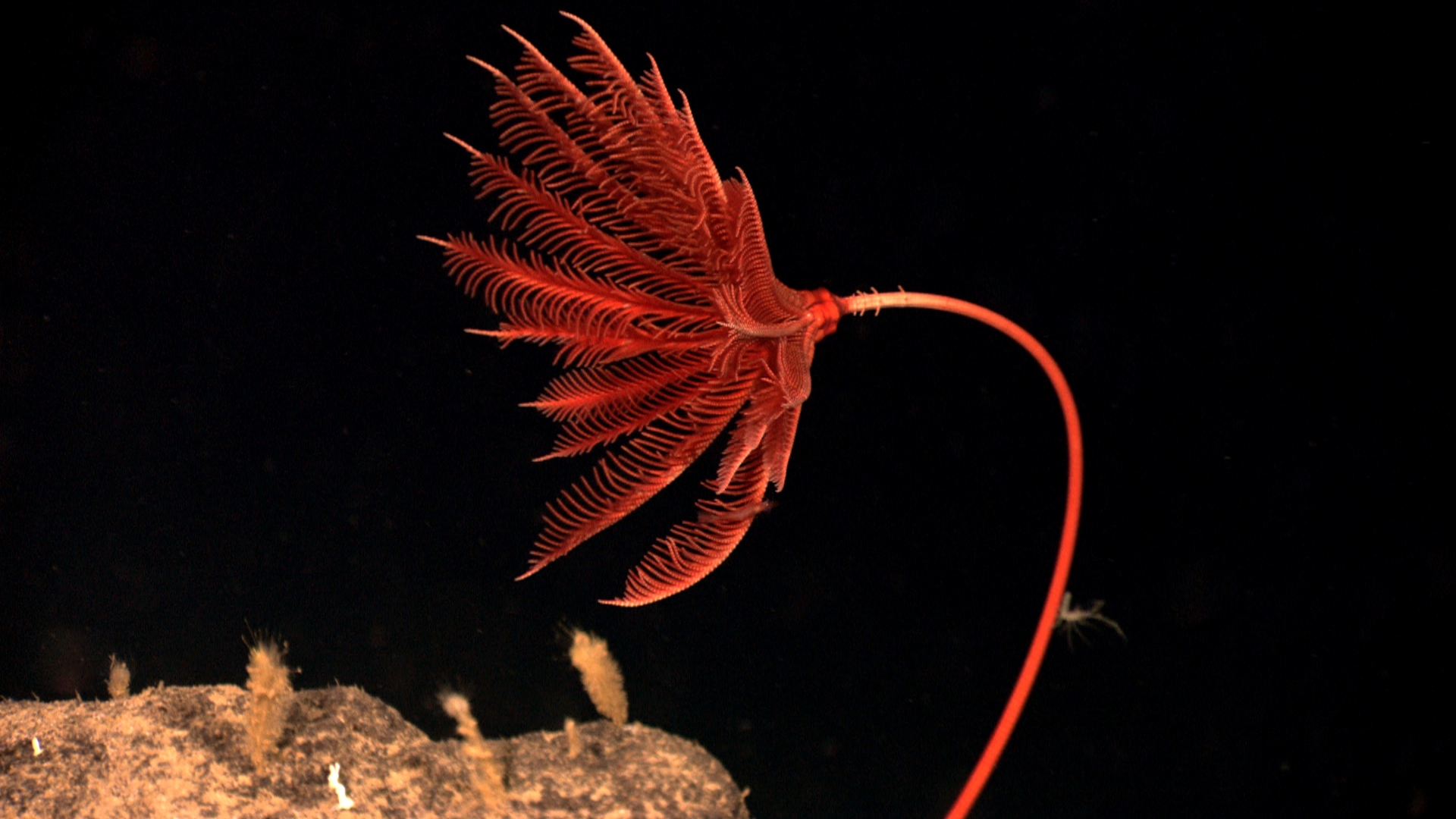
Proisocrinus ruberrimus, un Isocrinida
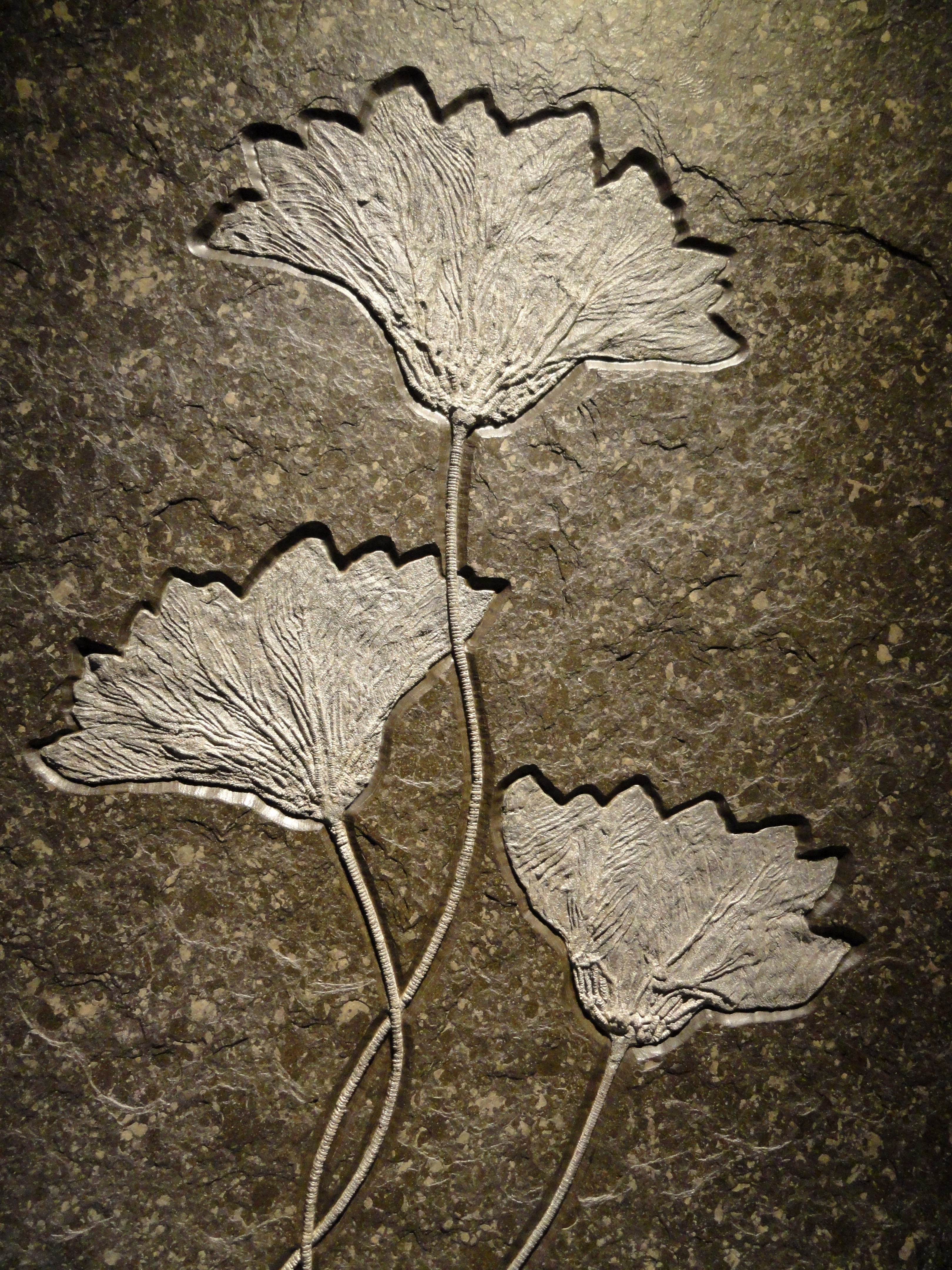
Fossile de Seirocrinus subsingularis, un Millericrinida
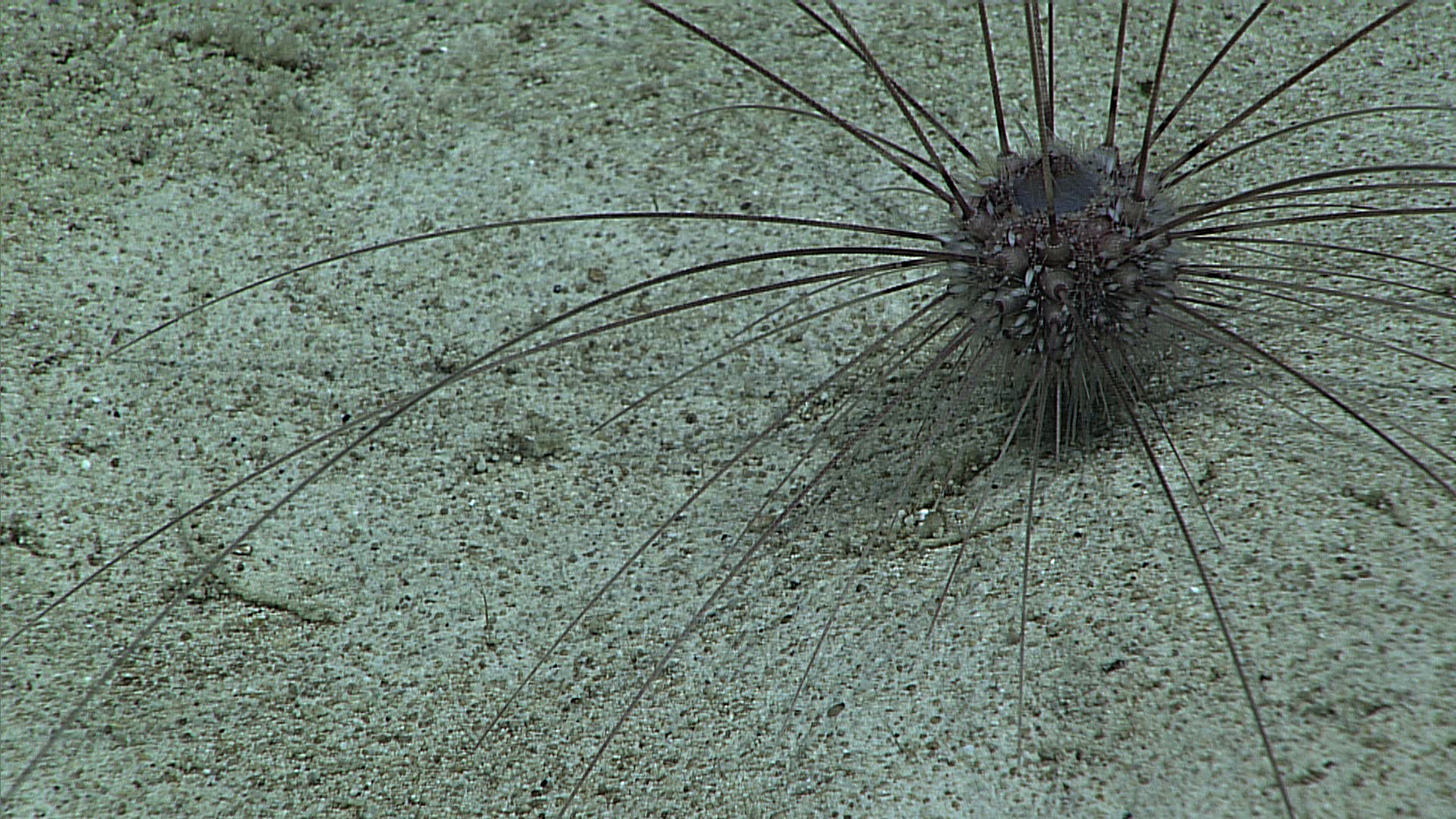
Aspidodiadema hawaiiense, un Aspidodiadematoida
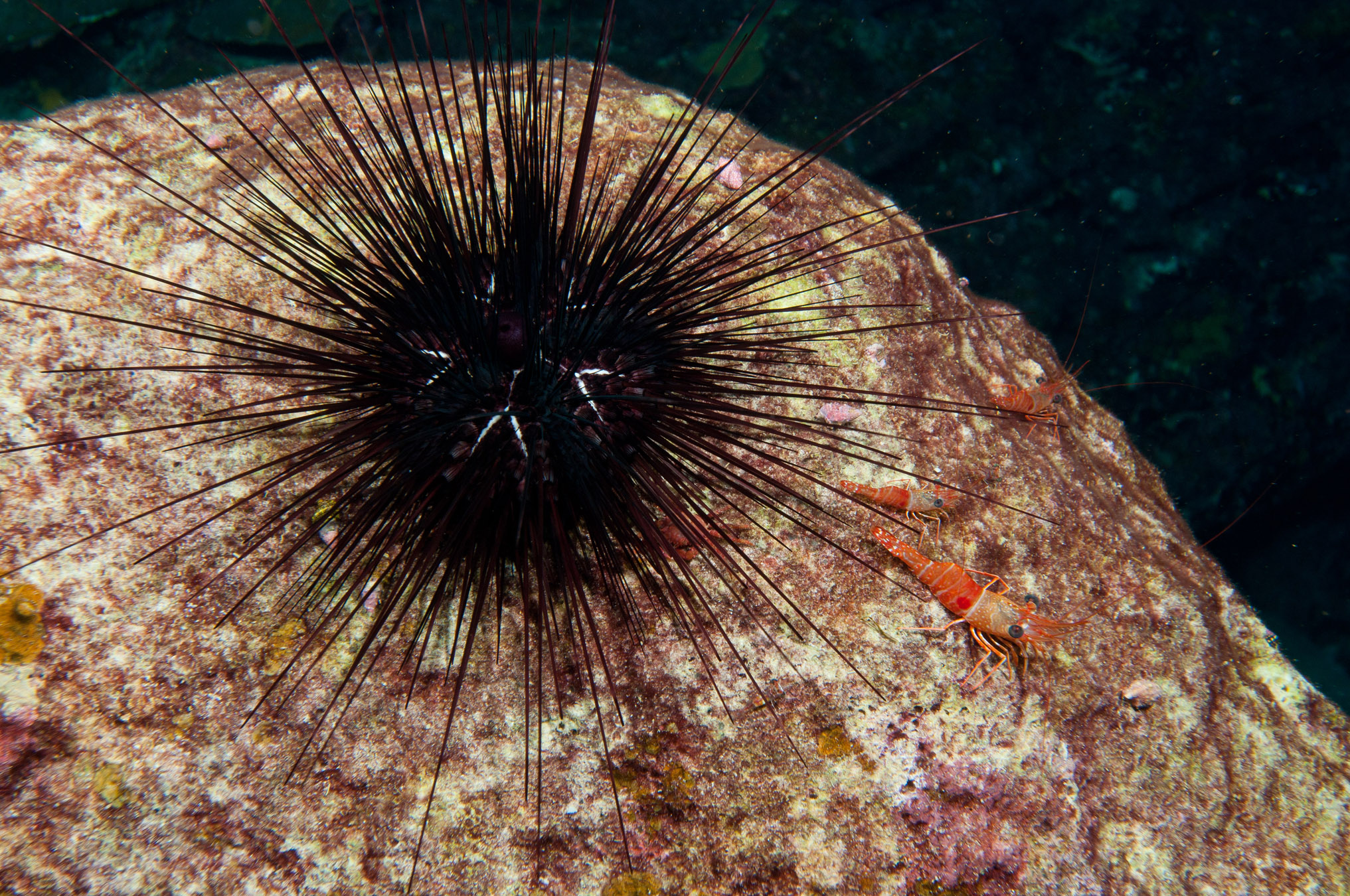
Diadema antillarum, un Diadematoida
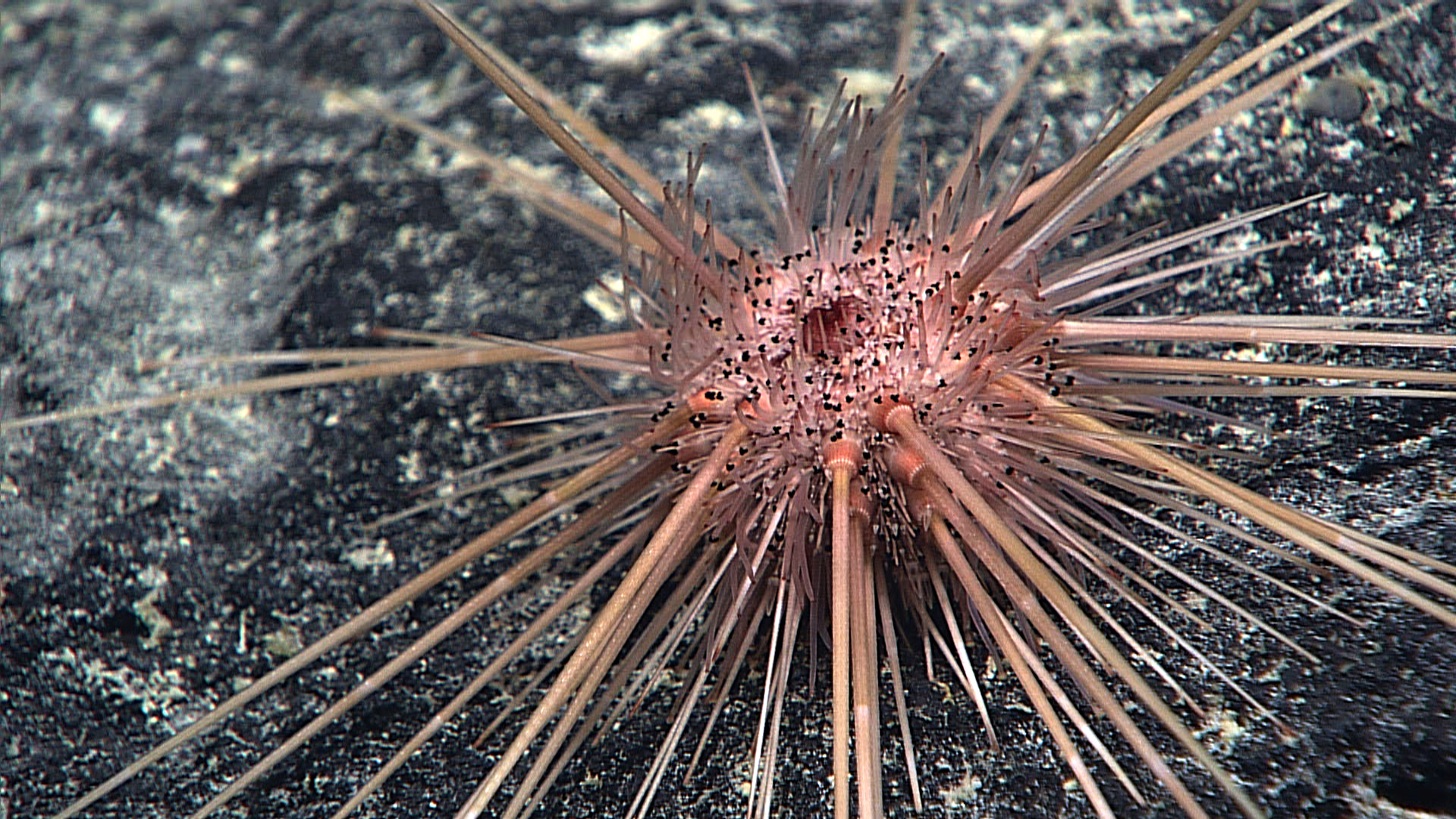
Caenopedina hawaiiensis, un Pedinoida
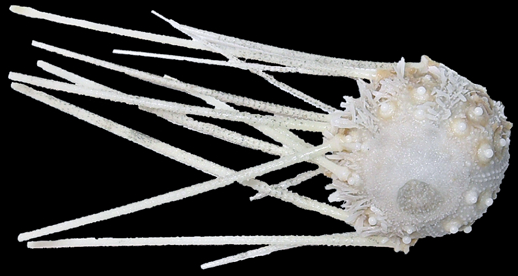
Salenocidaris hastigera (séché), un Salenioida
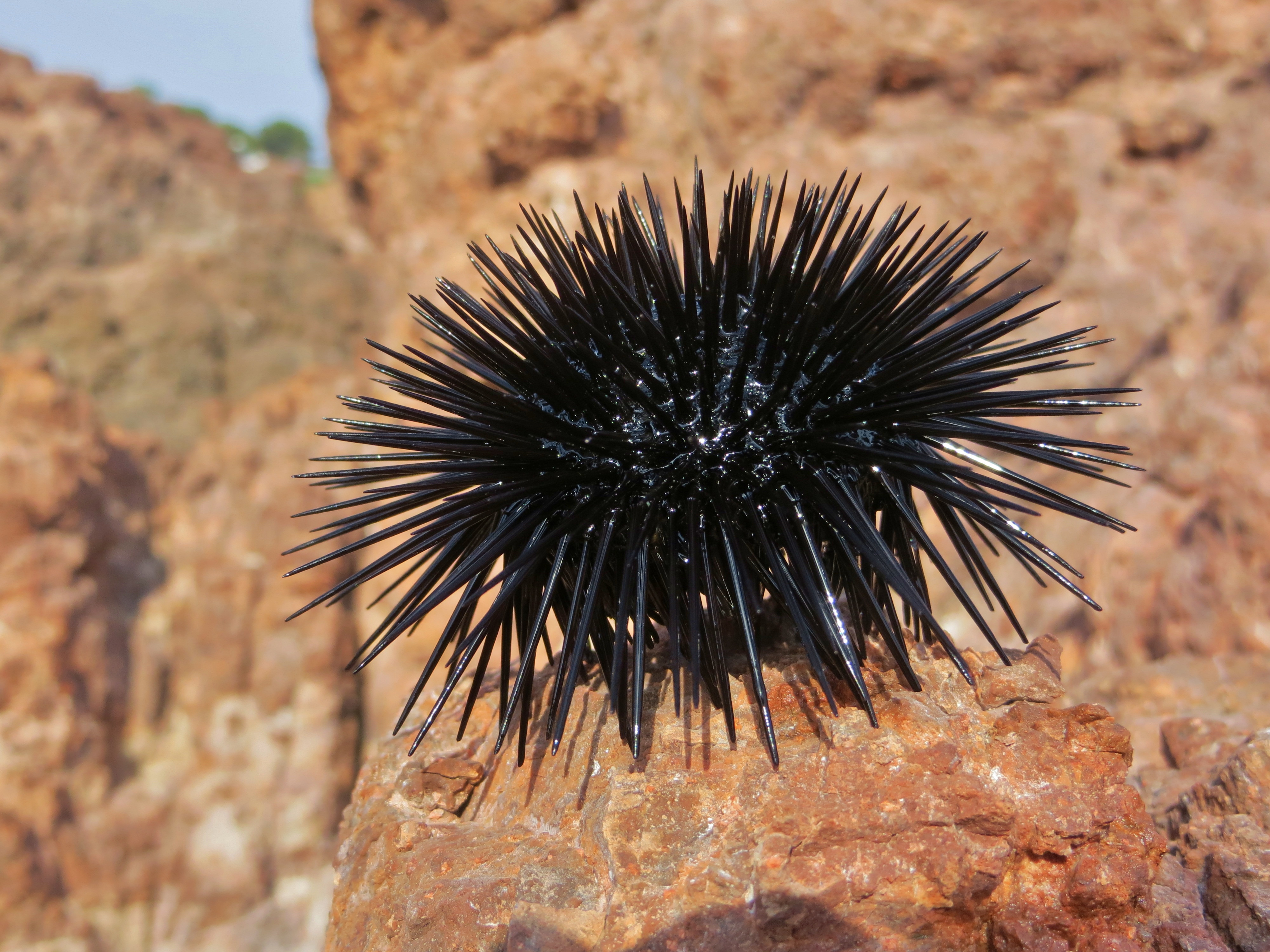
Arbacia lixula, un Arbacioida
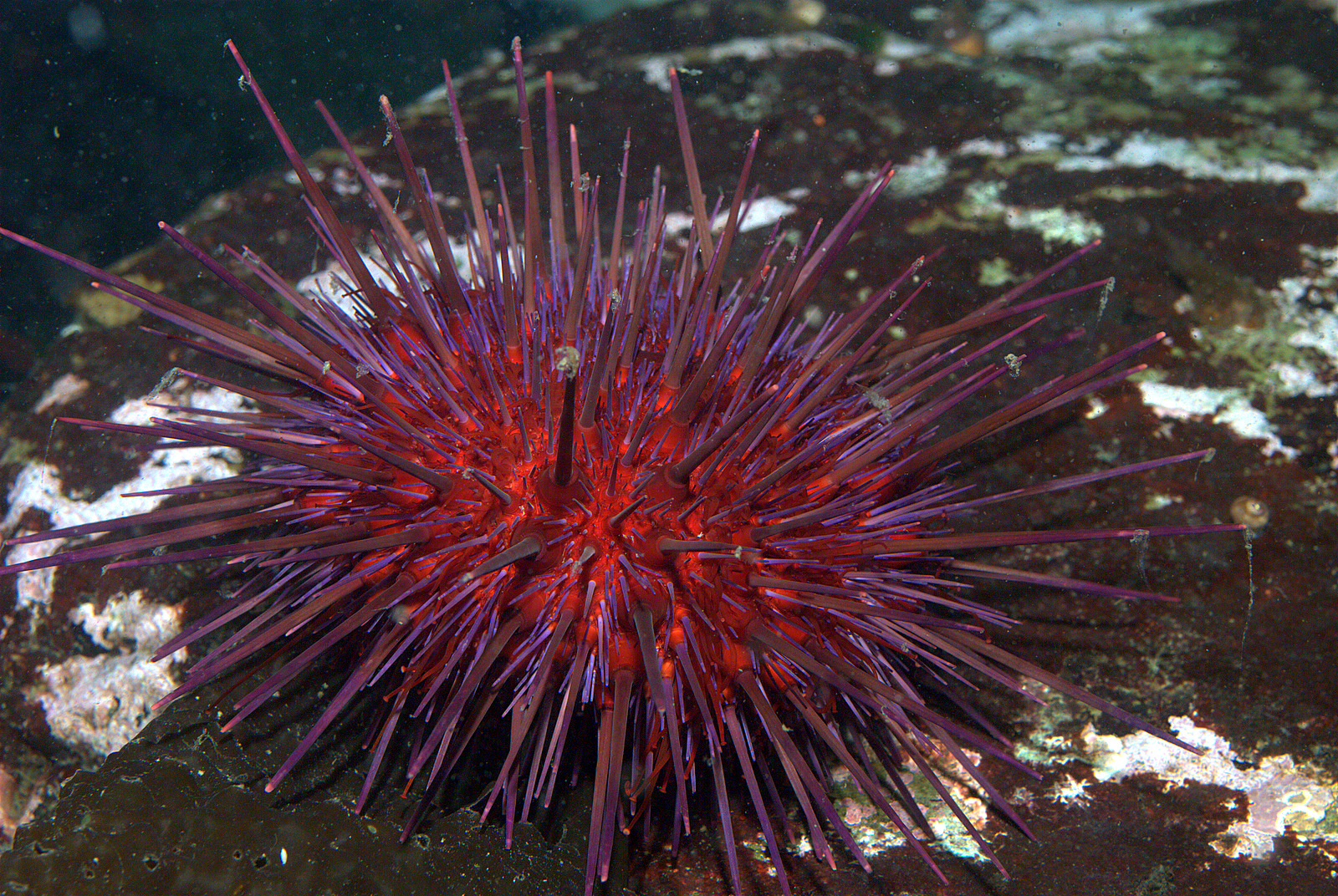
Strongylocentrotus franciscanus, un Camarodonta
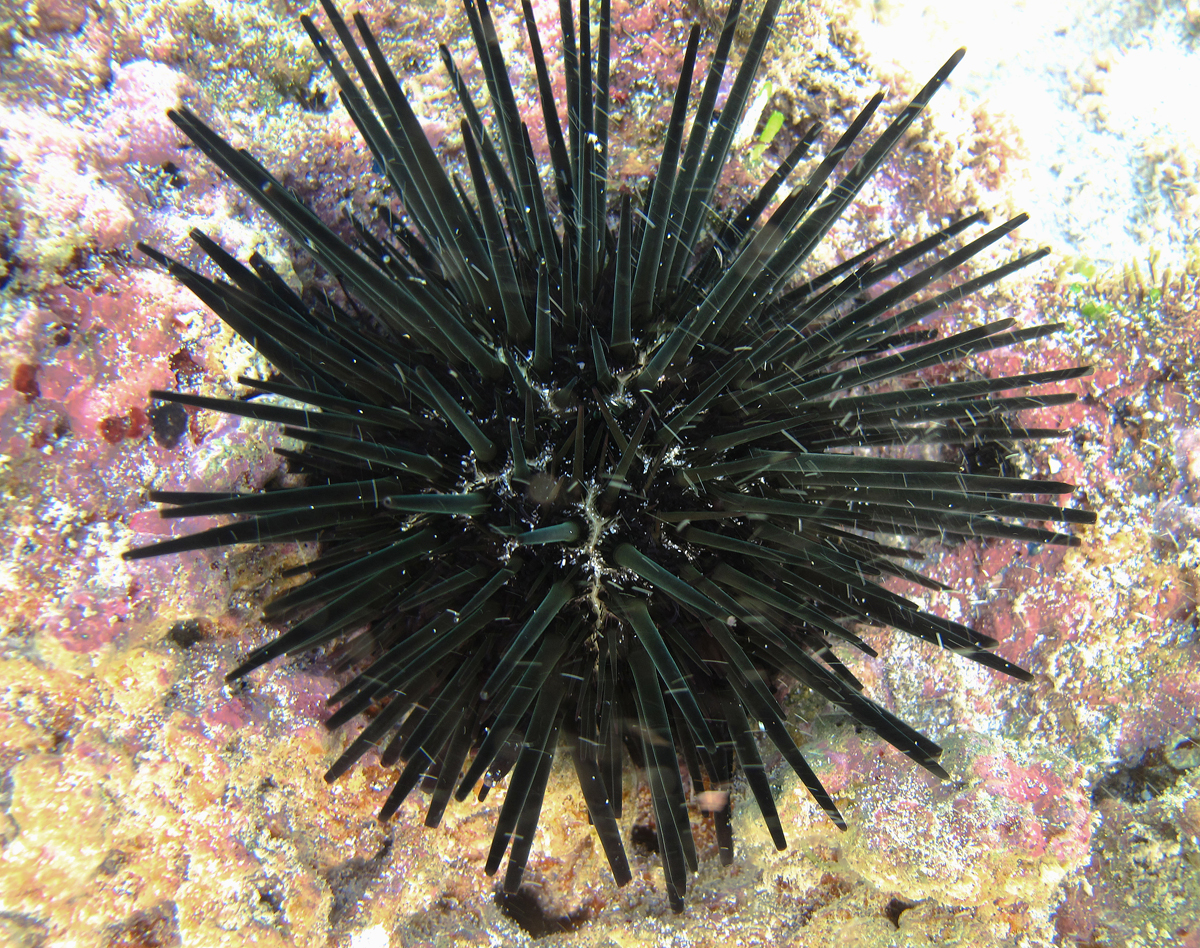
Stomopneustes variolaris, un Stomopneustoida
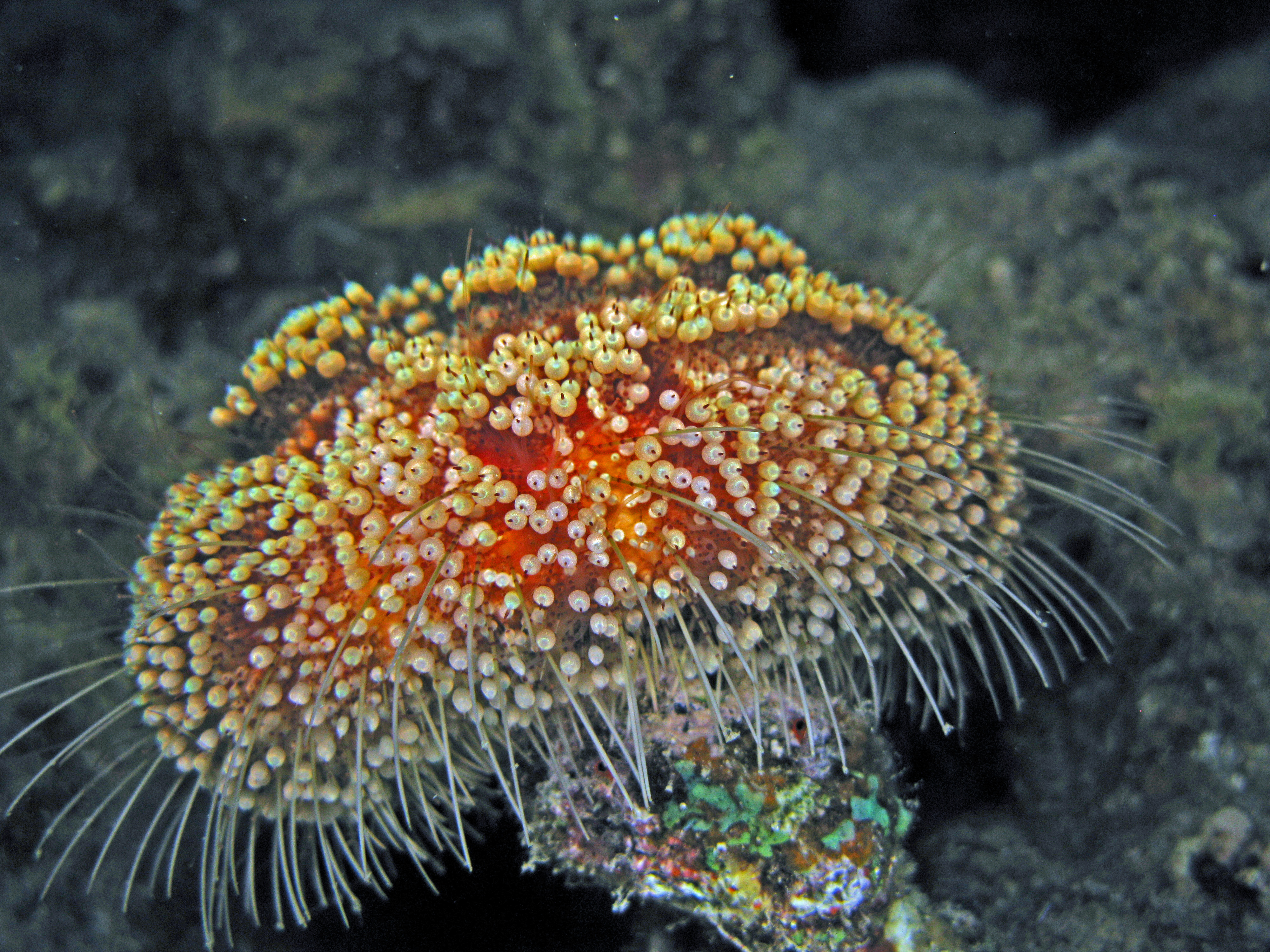
Asthenosoma marisrubri, un Echinothurioida
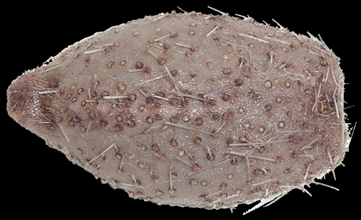
Pourtalesia wandeli (séché), un Holasteroida
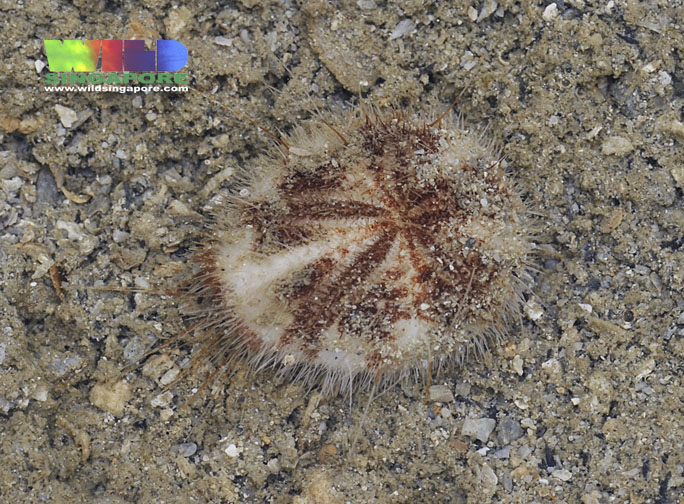
Maretia planulata, un Spatangoida
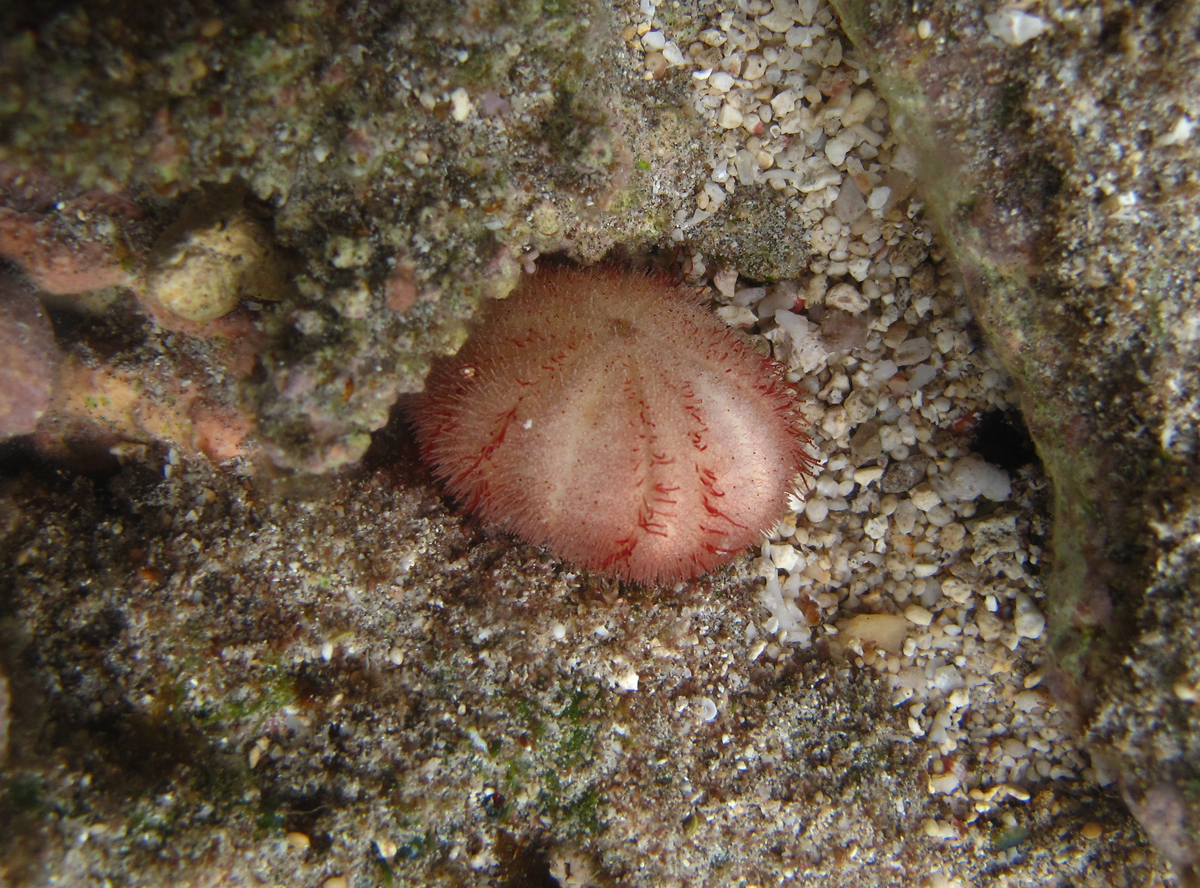
Echinoneus cyclostomus, un Echinoneoida
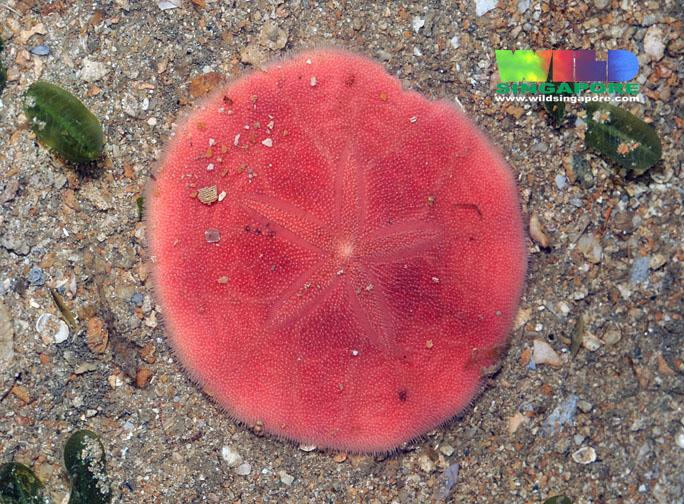
Peronella lesueuri, un Clypeasteroida
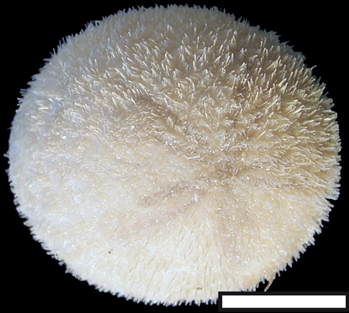
Echinolampas depressa, un Echinolampadoida
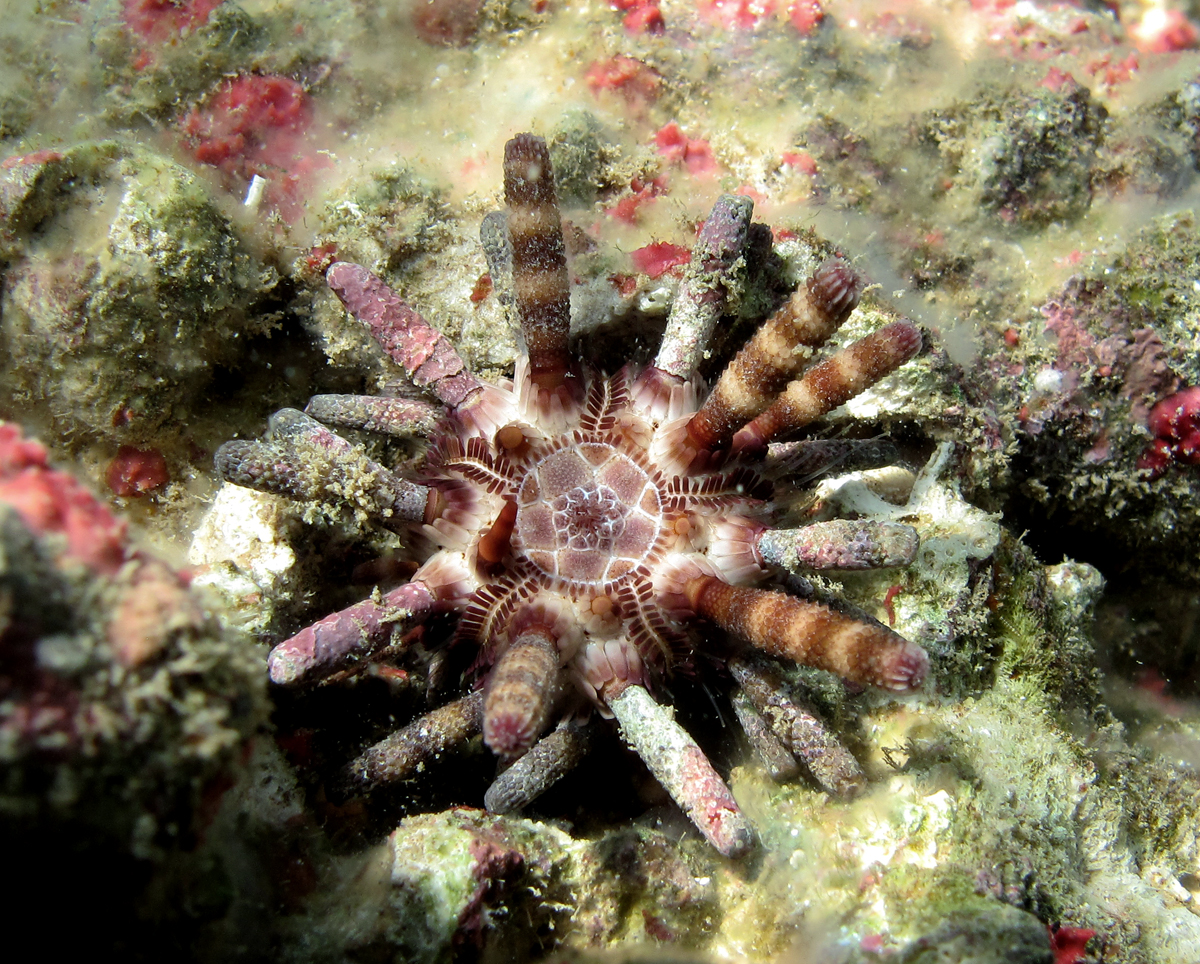
Eucidaris metularia, un Cidaroida
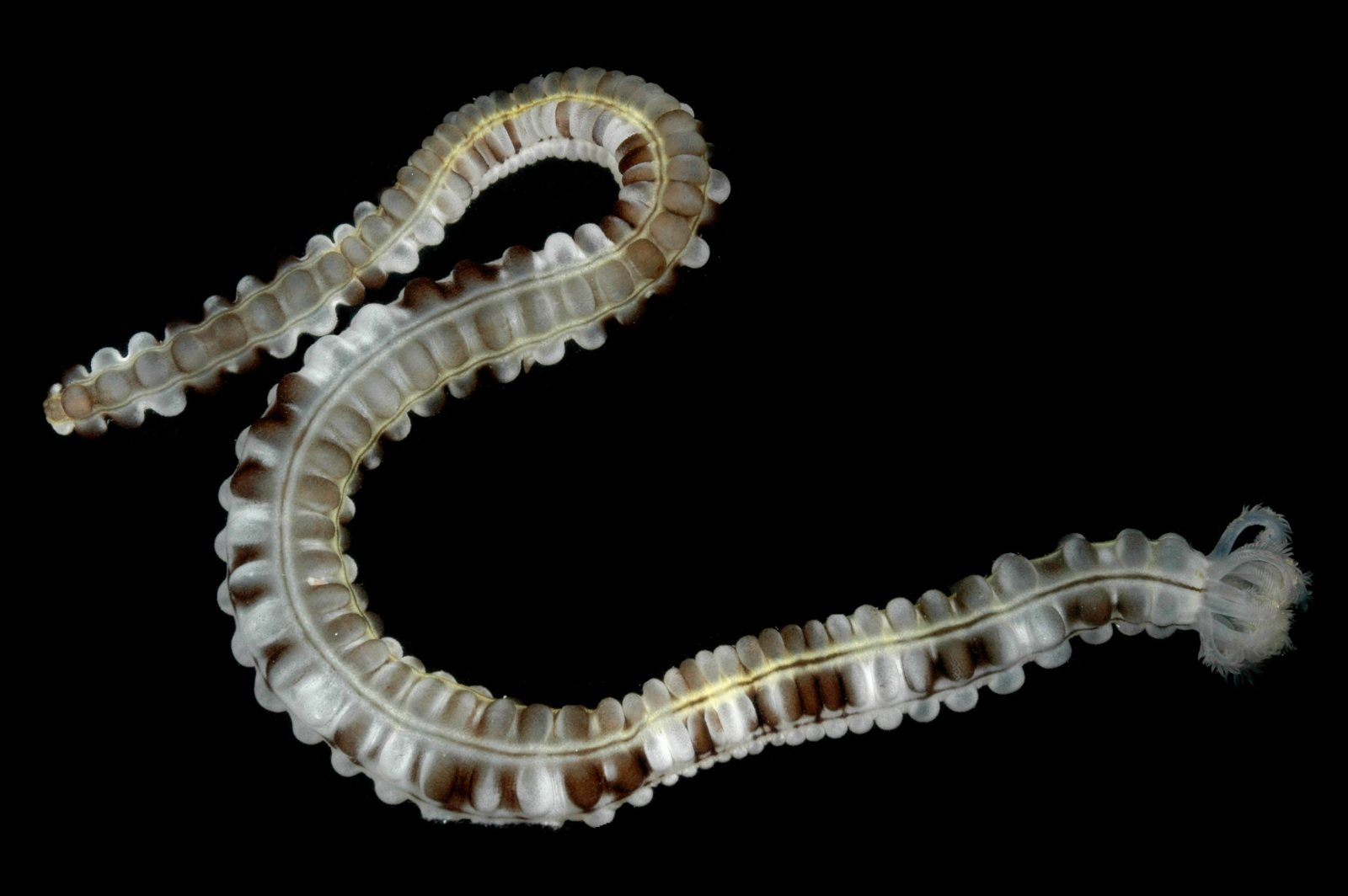
Euapta godeffroyi, un Apodida
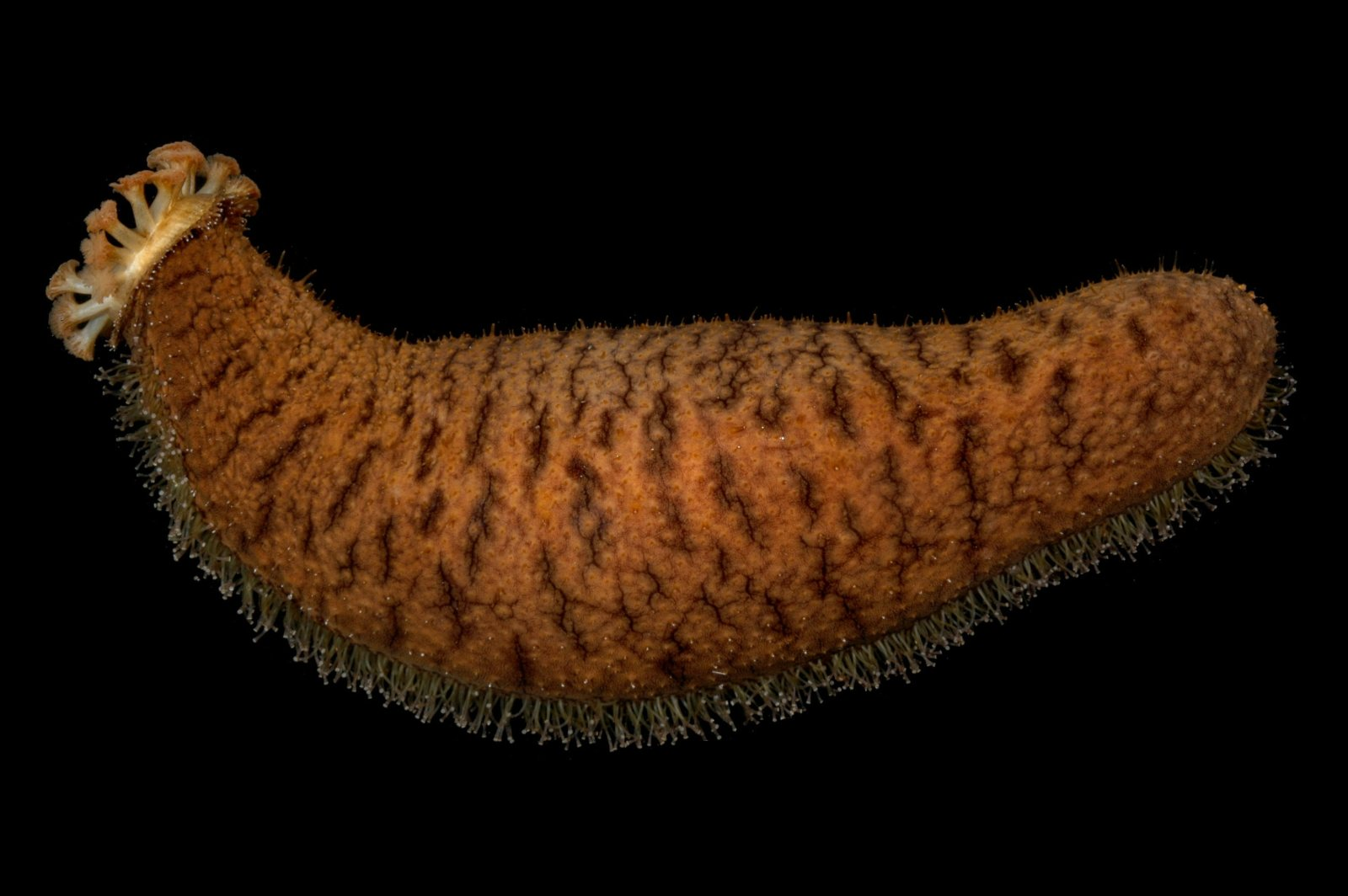
Actinopyga echinites, un Aspidochirotida
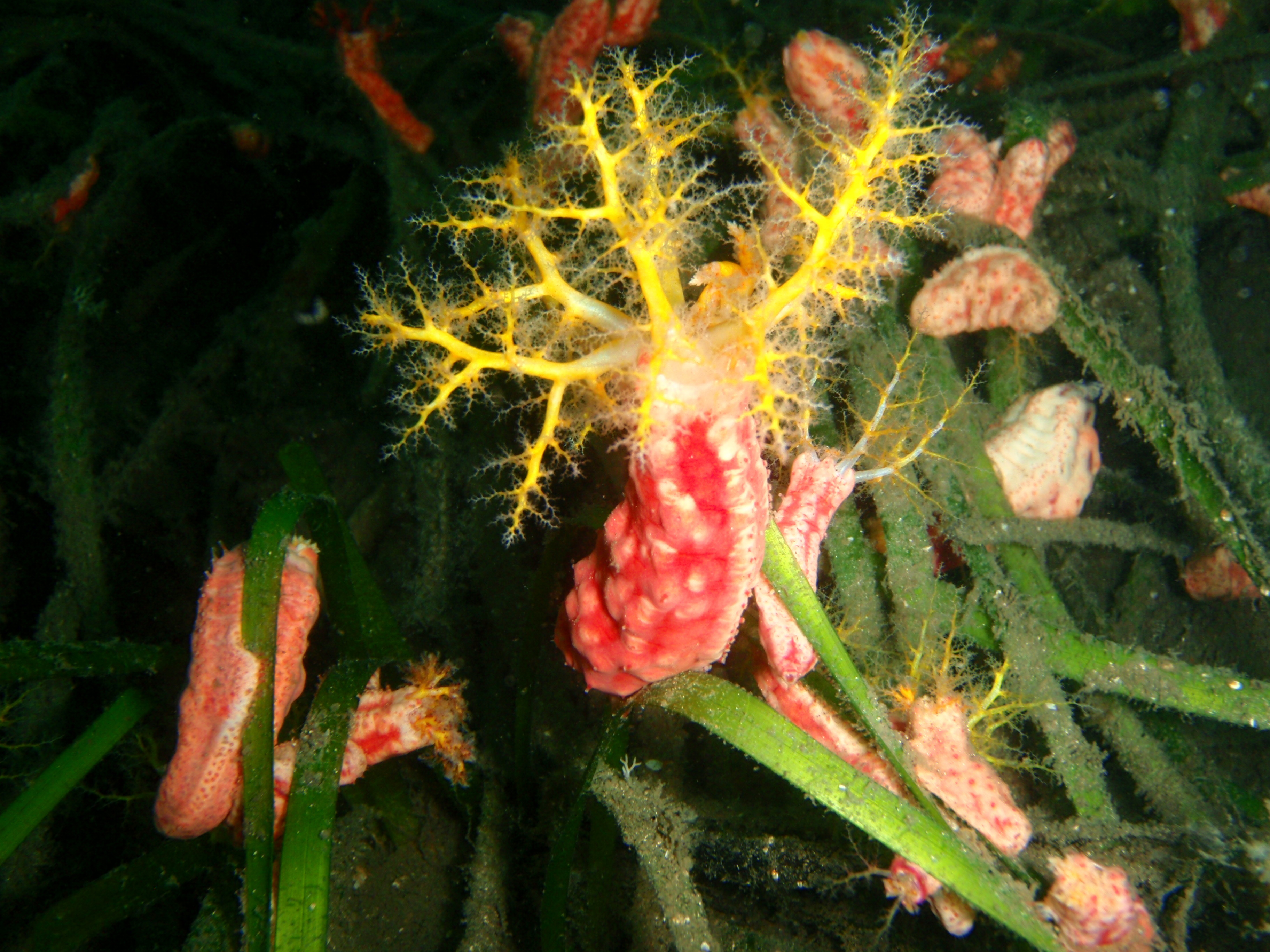
Cercodemas anceps, un Dendrochirotida
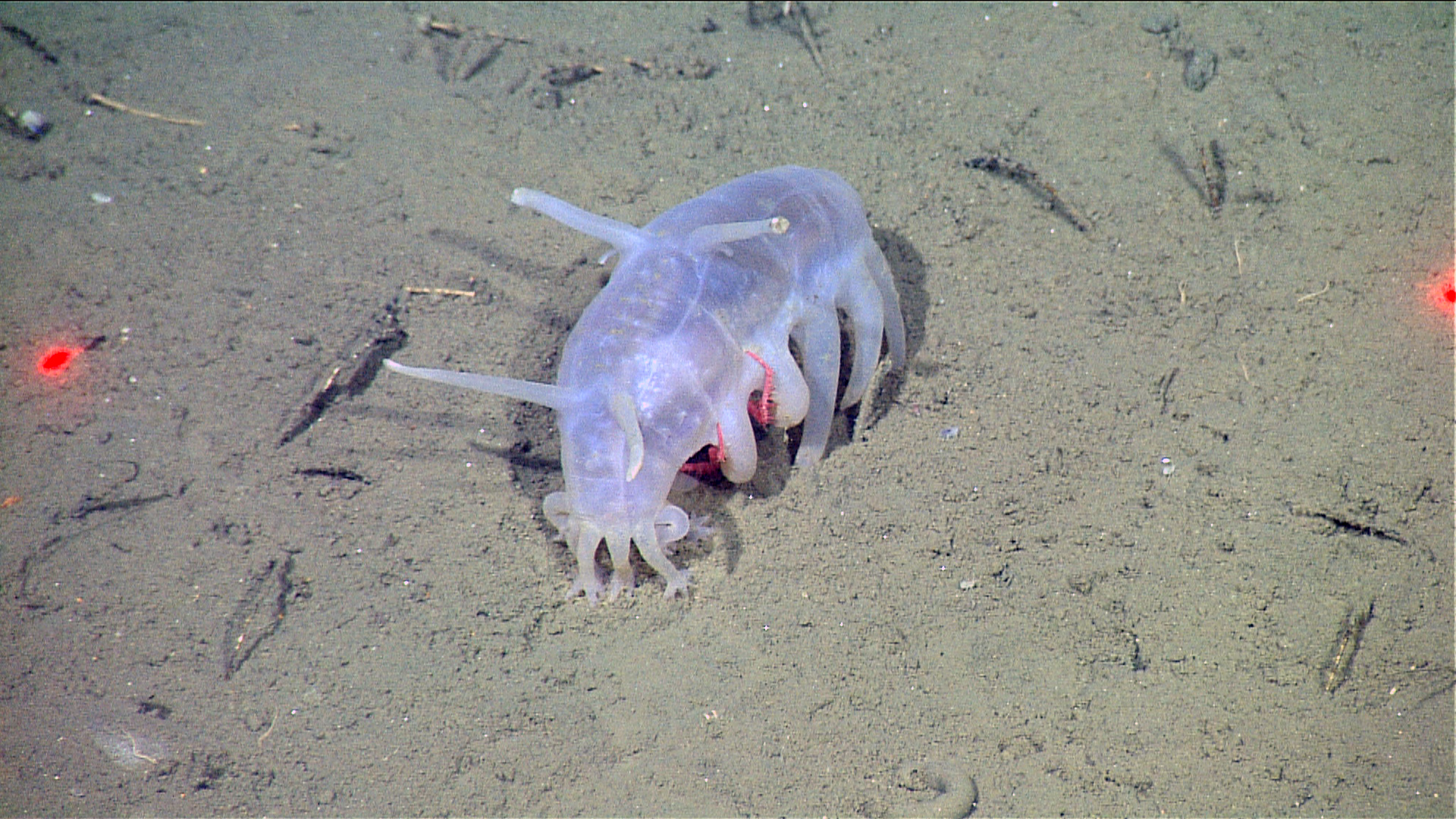
Scotoplanes globosa, un Elasipodida
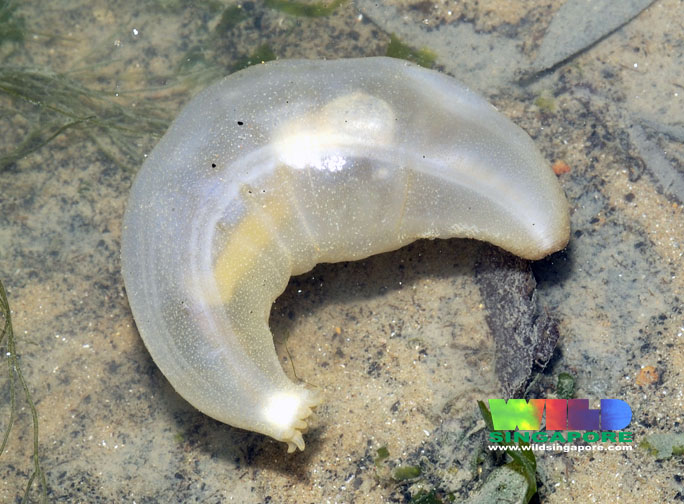
Paracaudina australis, un Molpadida

## En savoir plus

### Sources bibliographiques de référence
- Andrew B. Smith : « Deuterostomes in a twist: the origins of a radical new body plan », Evolution and Development, vol. 10, n° 4, 2008, pp. 493-503
- David L. Pawson : « Phylum Echinodermata », in Z.-Q. Zhang et W.A. Shear (éd.) : « Linnaeus Tercentenary: Progress in Invertebrate Taxonomy », Zootaxa, vol. 1668, 2007, pp. 749-764
- Juliette Dean Shackleton : « Skeletal homologies, phylogeny and classification of the earliest asterozoan echinoderms », Journal of Systematic Palaeontology, vol. 3, n°1, 2005, pp. 29–114
- Bertrand Lefebvre : « Stylophoran supertrees revisited », Acta Palaeontologica Polonica, vol. 50, n° 3, 2005, pp. 477–486
- Alexander M. Kerr et Junhyong Kim : « Phylogeny of Holothuroidea (Echinodermata) inferred from morphology », Zoological Journal of the Linnean Society, vol. 133, 2001, pp. 63–81
- Bruno David et Rich Mooi : « Comprendre les échinodermes : la contribution du modèle extraxial - axial », Bulletin de la Société Géologique de France, vol. 170, n° 1, 1999, pp. 91-101